# Аптекарский огород

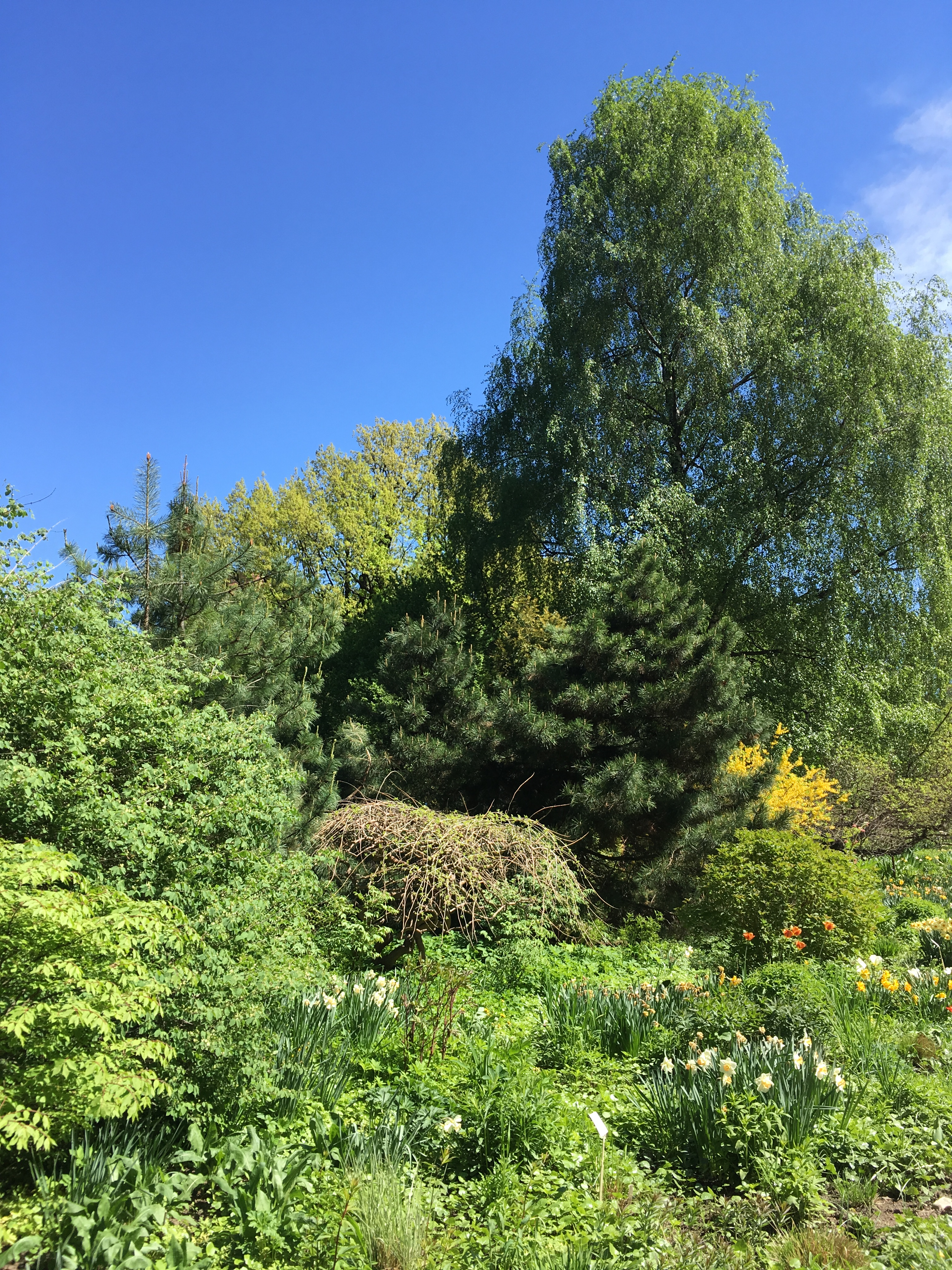
Аптекарский огород" в начале лета 2008 года

Дуб черешчатый; посажен, вероятно, Георгом Францевичем Гофманом — директором ботанического сада после приобретения его Московским университетом в 1805 году

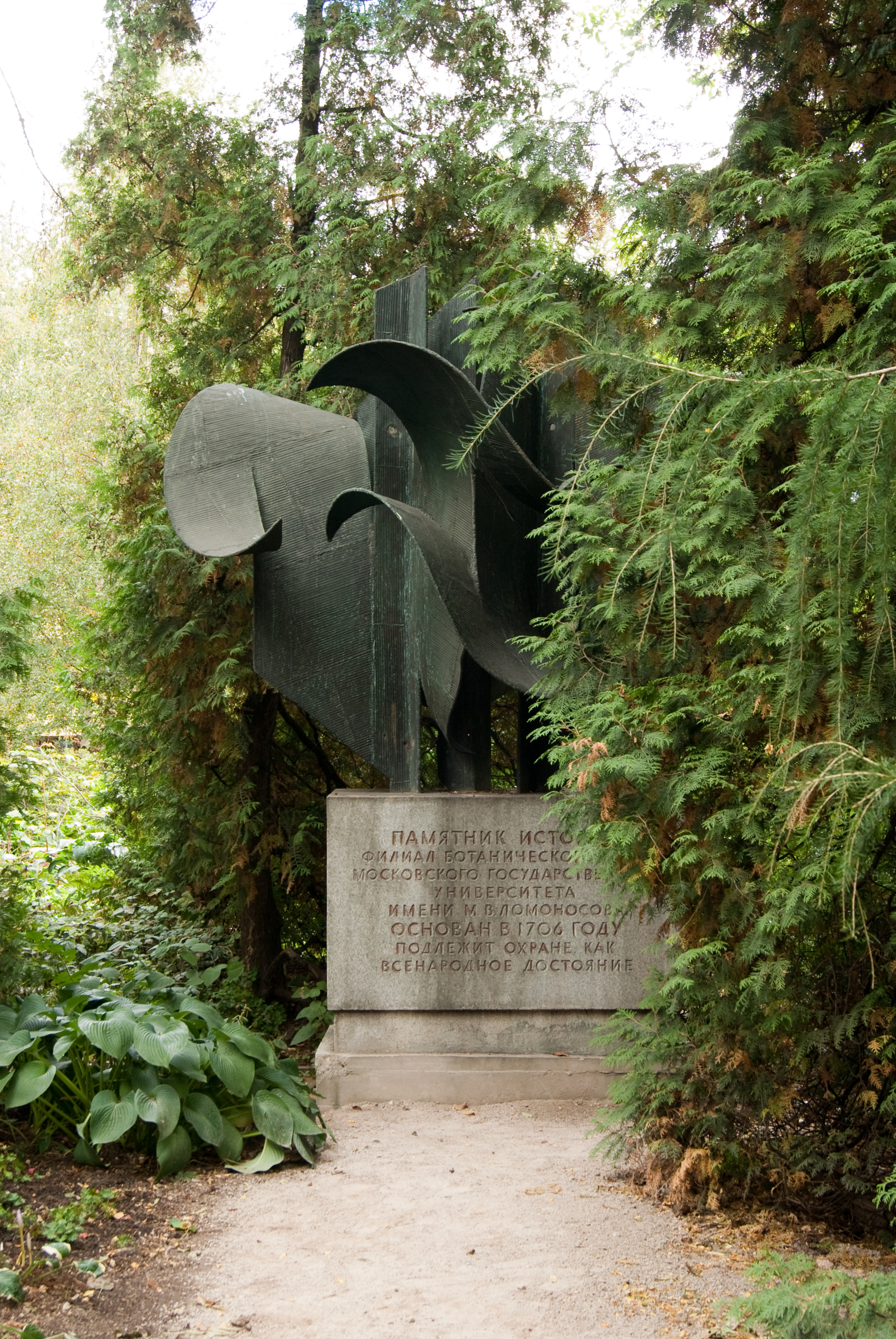
Памятник

Пруд с черепахами

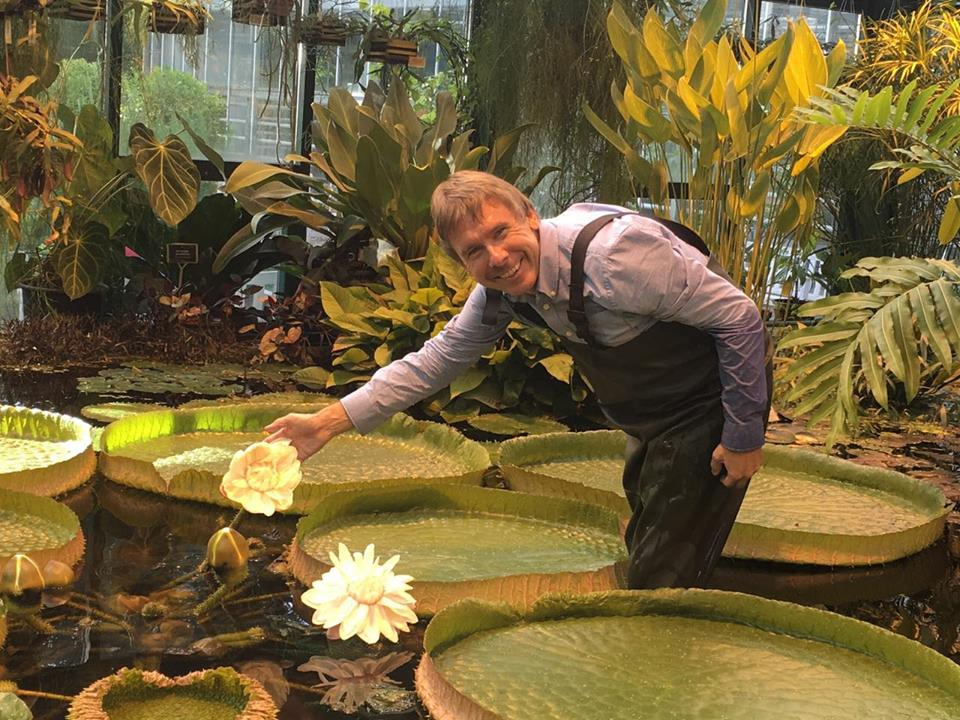
В оранжерее ботанического сада в 2010-х годах была предпринята попытка воссоздание экспозиции виктории амазонской (в настоящее время в экспозиции не представлена)

Ботани́ческий сад биологического факультета Московского университета на проспекте Мира («Историческая территория», «Апте́карский огоро́д») — самый старый ботанический сад в России, первоначально основанный Петром I в 1706 году как аптекарский сад. Имеет статус объекта культурного наследия регионального значения — памятника истории и культуры Москвы, памятника садово-паркового искусства XVIII века. Старейшая часть Ботанического сада Петра I биологического факультета Московского университета.

## История

### Дореволюционный период
Сад был основан Петром Первым в 1706 году на тогдашней северной окраине Москвы (за Сухаревой башней): на это место из-под стен Кремля был перенесён государственный огород для выращивания лекарственных растений, находившийся при аптеке Гостиного двора — отсюда и появилось его название. Основой для создания коллекции Аптекарского огорода послужили растения из дворцового Измайловского сада. В устройстве сада принял личное участие Пётр I, посадивший в новом огороде три хвойных дерева — ель, пихту и лиственницу — «для наущения граждан в их различии». Считается, что последняя сохранилась в саду до настоящего времени, но дендрохронологический анализ не подтверждает трёхсотлетний возраст дерева: по оценкам дендрологов, дерево посажено примерно в 1828 году.
Первоначально хозяином огорода был Аптекарский приказ, затем Московский госпиталь, а в конце XVIII века им распоряжалась Московская медико-хирургическая академия.
Для управления огородом приглашались иностранные, преимущественно немецкие специалисты-садовники. Первым директором Аптекарского огорода (в 1735—1742 годах) стал Трауготт Гербер (1710—1743), немецкий врач, доктор медицины и ботаник из Лейпцигского университета, путешественник, в честь которого назван род южноафриканских многолетников Гербера.
В штатах «Огорода», кроме двух помощников директора-ботаника, состоял один немецкий огородник, один гезель-огородник (подмастерье, или младший садовник), 15 работников и 6 учеников. Гербер первым стал изучать флору европейской России: занимался сбором дикорастущих лекарственных растений, собирал гербарий местной флоры и в 1736 году составил рукопись первой «Московской флоры» — Flora moscuensis continens circa moscuam sponte nascentes et quae exotica coluntur. Он руководил медико-ботаническими экспедициями, организуемыми в разные районы страны для сбора гербария, образцов трав, корней и семян дикорастущих видов для аптек, а также для посадок и посевов в «огороде». Экспедиции направлялись не только в окрестности Москвы, но и в другие районы страны. Результаты экспедиций отражены им в рукописях «Волжская флора» (1739) и «Донская флора» (1742).
В 1741 году должность доктора-ботаника в саду была сокращена, и следующие 45 лет садом управляли специалисты, не занимавшиеся непосредственно ботаникой: садовники, огородники, провизоры.
В 1786 году должность директора, доктора-ботаника была восстановлена, и на это место пригласили доктора медицины, философии и права Фридриха-Христиана Стефана, который одновременно был профессором химии и ботаники в Медико-хирургическом училище. Стефан также вёл интенсивные флористические исследования: им написан ряд ботанических работ, в том числе первая напечатанная «Московская флора» — Enumeratio stirpium agri Mosquensis (1792), содержащая перечень 860 видов с указанием их мест обитания, времени цветения и, изредка, местонахождения. В 1797 году Стефан возбуждал ходатайство о постройке оранжерей и жилого дома.
14 февраля 1796 года решением Государственной Медицинской Коллегии сад был присоединён к училищу, а затем, после образования академии из училища в 1798 году — к Медико-хирургической академии. Директором сада оставался Ф. Х. Стефан. В эти годы в сад поступила значительная часть растений из сада П. А. Демидова.
В 1804 году Московская медико-хирургическая академия переехала в новую столицу — Санкт-Петербург, туда же уехал и директор Аптекарского огорода. Огород оказался заброшен. Именно в это время Московский университет искал в городе место для устройства нового ботанического сада, поскольку прежний Ботанический сад, располагавшийся в центре города, был стеснён в территории.
По инициативе попечителя университета М. Н. Муравьёва 1 (13) апреля 1805 года бывший аптекарский огород был куплен Московским университетом за 11 тысяч рублей серебром. К моменту покупки коллекция лекарственных растений уже значительно пополнилась разнообразными ботаническими редкостями и это послужило отдельным доводом в пользу приобретения огорода. Таким образом, некоторое время в начале XIX века в Университете было два Ботанических сада — до уничтожения при пожаре 1812 года сада на Моховой улице. Покупка была оформлена указом Александра I. Вскоре Аптекарский огород стал одним из крупнейших центров российской ботанической науки.
Заведующим новым садом в 1805 году стал Георг Франц Гофман, профессор ботаники из Гёттингенского университета. В 1807 году по указу Гофмана создаётся план сада — самый ранний из сохранившихся, в 1808 году издаётся первый каталог коллекции — «Hortus botanicus mosquensis» — содержащий 3528 растений, которые выращивались в грунте и в оранжереях.

Усилиями проф. Гофмана сад был приведён в цветущее состояние, и в коллекциях его в 1808 г. значилось уже 3 528 видов растений. Часть коллекций была получена от Горенского ботанического сада. Тем не менее с первых же лет своего существования сад испытывал недостаток финансирования и в поисках средств готов был пойти на сдачу в аренду своей земельной площади. Важным и показывающим ситуацию является письмо, представленное 12 сентября 1810 г. попечителем университета П. И. Голенищевым-Кутузовым министру народного просвещения графу Разумовскому. Письмо имеет следующее содержание:
«Г. ректор донес мне, что за находящееся близ нашего ботанического сада порожнее место огородники предлагают по 400 рублей найма в год и согласны оное нанять на четыре года; поелику же ныне оное место никакой университету пользы не приносит, а токмо г. профессор Гофман пользуется снимаемым с сего места немалым количеством сена, то мне казалось бы полезнее отдать сие место огородникам и получать с него доход, тем паче, что к обработаннаго для ботанического сада мы способов не имеем и что сие стоить будет крайне дорого. Не смея однакож приступить к сему, не ведая р том Ваших мыслей, предаю сие гг. ректора предложение на рассмотрение В. С., ожидая на то Вашего разрешения…» — А. А. Васильчиков, Семейство Разумовских, т. I, стр. 318, С.-Петербург 1880 г.
В 1812 году сад сильно пострадал в московском пожаре. Большая часть построек и оранжерей были разрушены, уничтожены многие посадки и библиотека. Уцелел жилой дом, где жили все директора Ботанического сада, уцелела часть посадок. Сохранилась и часть гербарных коллекций — сейчас она находится в Гербарии МГУ им. Д. П. Сырейщикова. Ботанический сад был затратен для университетской казны и до пожара, а после пожара материальное положение сада стало совсем тяжёлым. В 1814 году часть территории сада (около 4 га) была продана под застройку частным лицам.
Г. Ф. Гофман умер в 1826 году. Далее до 1834 год садом руководил профессор М. А. Максимович, исследователь московской флоры, который в 1834 году станет первым ректором вновь открытого Киевского университета.
С 1834 по 1860 год садом руководил профессор А. Г. Фишер фон Вальдгейм. Александр Григорьевич сделал серьёзную перепланировку сада. Старые аллеи сохранились, но большую часть территории «отделали в английском вкусе»; «произвели вновь закруженные дорожки»; разбили газоны, на которых «располагались живописные группы деревьев и кустарников»; «для удобства посетителям были наставлены по разным местам… скамейки и диваны». При этом значительная часть ансамбля, которая «назначена исключительно для науки», осталась регулярной.

Университетский ботанический сад приобрел тогда характер городского парка, открытого не только для студентов и любителей ботаники, но и для тех, кто хотел отдохнуть в тени вековых деревьев. 
воспоминание художника И. Е. Репина: «В университетском саду много милого мужичья и бабья, несмотря на высокую входную плату».
Следующим руководителем сада стал Иван Николаевич Горожанкин, руководивший им тридцать лет — с 1873 по 1902 год. За это время значительно увеличились научные связи. Сотрудники сада установили обмен растениями с ботаническими учреждениями многих стран мира.
В 1891 году построили большую пальмовую оранжерею. Число пальм увеличилось с 20 до 189, а папоротников — с 40 до 180. Были организованы экспедиции на острова Индийского океана, появилась коллекция южноамериканских растений, в том числе знаменитых гигантских кувшинок — викторий. Для них в 1905 году соорудили бассейн в одной из оранжерей. Первое цветение этих кувшинок летом 1906 года вызвало ажиотаж — ежедневно взглянуть на них приходило около 10 000 посетителей. Викторию-регию можно увидеть в оранжереях Аптекарского огорода и сегодня.
На деньги университета и на средства благотворителей (а среди них известные московские купеческие фамилии — Морозовы и Хлудовы) удалось отремонтировать большинство садовых построек и соорудить каменное здание для научной лаборатории — теперь научные занятия можно было проводить в течение всего года.
В период революции и гражданской войны положение сада резко ухудшилось — к 1920 году 10 из 12 оранжерей пришлось закрыть из-за невозможности их отапливать. Выправляться ситуация начала по мере подготовке к ВСХВ — оранжереи были отстроены к 1926—1927 гг., и тогда же благодаря поступлениям из заграничных коллекций удалось восполнить оранжерейные фонды.

### Послевоенный период
В 1950 году, когда Университет закладывает сад на своей новой территории на Ленинских горах, «Аптекарский огород» становится филиалом Ботанического сада Московского университета.
31 мая 1973 года решением исполкома Моссовета № 20/8 филиал на проспекте Мира площадью 6,64 га объявляется памятником истории и культуры города Москвы.
Ботанический сад — подразделение биологического факультета МГУ, с июля 2022 г. носит имя основателя — Петра I (полное наименование: Научно-образовательный центр растительных биоресурсных коллекций и современного растениеводства «Ботанический сад имени Петра I» биологического факультета МГУ имени М. В. Ломоносова).
Ландшафтный дизайн сада предложен английский архитектором Кимом Уилки, приглашённым в 1990-х годах ректором МГУ для разработки первоначального мастер-плана реконструкции «Аптекарского огорода».

### Директора
- Г. Ф. Гофман (1805—1826);
- М. А. Максимович (1826—1834);
- А. Г. Фишер фон Вальдгейм (1834—1865);
- Н. Н. Кауфман (1865—1870);
- И. Д. Чистяков (1870—1874);
- И. Н. Горожанкин (1873—1902);
- М. И. Голенкин (1902—1930);
- Г. Г. Треспе (1930—1932);
- В. М. Катунский (1932—1933);
- И. Ф. Рудаков (1933—1934);
- М. С. Навашин (1934—1937);
- Д. А. Синицкая (1937—1938);
- Ф. А. Бынов (1938—1940);
- К. И. Мейер (1940—1948);
- В. Л. Маргвелашвили (1954—1958)[16],
- В. К. Мукосеев (1958—1974)[17][18],
- Л. И. Прокопова (1974—1978),
- Б. Н. Головкин (1978—1980),
- Н. Ф. Поливцев (1980—1983),
- С. К. Романова (1984—1996).
- А. А. Ретеюм (заведующий филиалом, 1996—2022)[19][неавторитетный источник].
- В. В. Чуб (2016 до настоящего времени)[20].

Большинство из них, будучи директорами Ботанического сада, одновременно возглавляли кафедру ботаники (с 1918 года — кафедру высших растений).

## Расположение и режим работы
Сад расположен в Центральном административном округе Москвы, в начале проспекта Мира (владение 26), в квартале между проспектом Мира, Протопоповским переулком, Ботаническим переулком и Грохольским переулком. Станция метро «Проспект Мира» Кольцевой линии расположена недалеко от главного входа в сад.
Сад открыт для посещения каждый день с 10:00 круглый год (вход платный). Время закрытия меняется в течение года в зависимости от длины светового дня. В сад можно попасть как самостоятельно, так и в составе экскурсий. В саду регулярно проводятся экскурсии для людей всех возрастов и уровней знаний (тематические, учебные, обзорные, научно-популярные, углублённые), мастер-классы, лекции, семинары, выставки, свадебные церемонии, фотосессии и детские дни рождения.
В «Аптекарском огороде» постоянно проходят самые разнообразные мероприятия для детей: тематические игры, уроки и практические занятия в Клубе юного эколога и многие другие.

## Флора

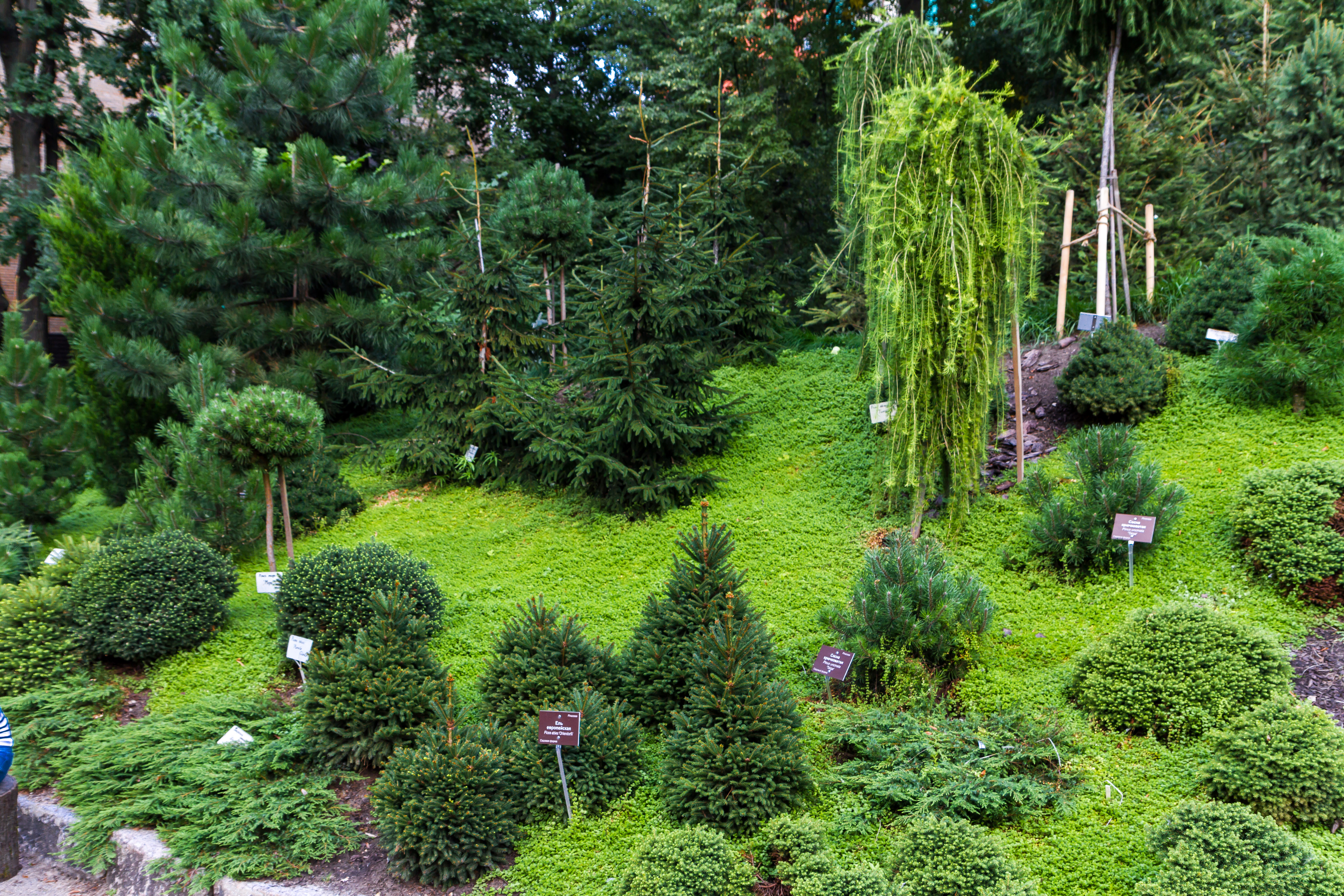
Хвойная горка

Можно посетить 2 тропические, 1 суккулентную, 1 выставочную оранжереи и более чем 312-летний живописный парк.
В саду сохранились отдельные черты планировки XVIII века, некоторым деревьям по 250—300 лет.
Особенно выделяются ива белая, которая считается старейшим деревом в центральной части Москвы, и лиственница, посаженная, согласно преданиям, самим Петром Первым.

### Коллекции и экспозиции сада

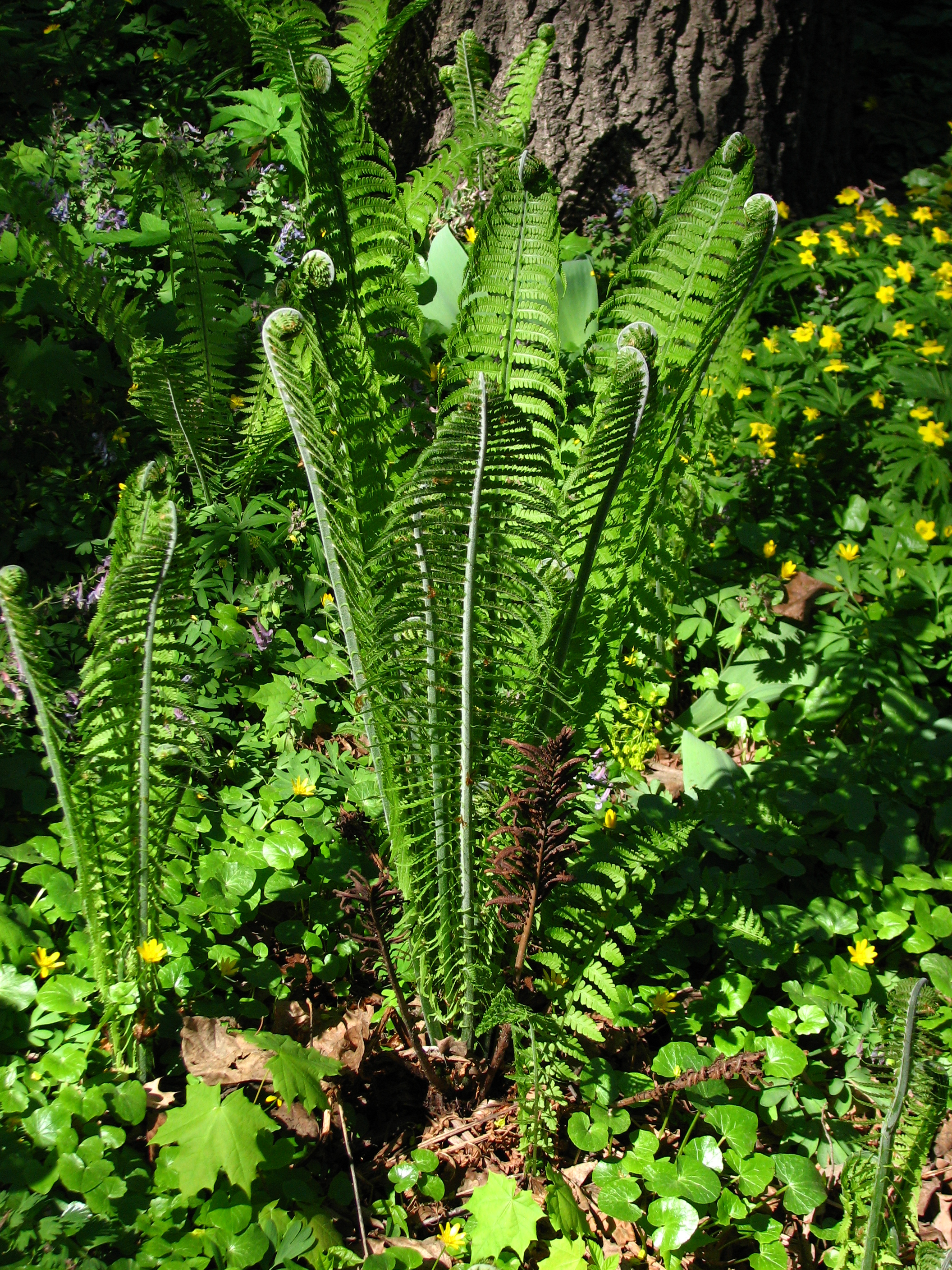
Коллекция папоротников

- Дендрарий — коллекция деревьев, кустарников и травянистых многолетних растений (более 2 тысяч видов, сортов, форм), старинный парк с вековыми деревьями, тенистыми аллеями, дорожками и лужайками.
- Старинный пруд — пруд, обрамленный плакучими ивами, был устроен в XVIII веке по технологии «глиняного замка» (дно было выстлано несколькими слоями серой гжельской глины). Первоначально он имел прямоугольную форму, а в XIX веке ему придали пейзажные очертания. В 2001—2002 годах «глиняный замок» был починен, склоны берегов укреплены, а их линия восстановлена. Была высажена коллекция водных и прибрежных растений.
- Теневой сад — здесь собрана коллекция теневыносливых растений — трав и кустарников подлеска, всего более 150 видов.
- Хвойные горки — экспозиция создана в 2010—2013 годах и посвящена красоте и разнообразию хвойных растений (более 150 видов, сортов и форм из Евразии и Северной Америки).
- Вересковая горка — экспозиция растений из семейства Вересковые (рододендроны, верески, эрики, черника, голубика и т. д.).
- Коллекция папоротников на одном из участков дендрария (лесные виды папоротников Евразии и Северной Америки).
- Коллекция деревьев и кустарников семейства Розовые (яблони, груши, вишни, сливы, абрикосы и т. д.)
- Коллекция сирени — более 80 видов и сортов сирени.
- Сад лекарственных трав — экспозиция создана в 2013—2014 годах. Планировка экспозиции восходит к средневековым монастырским садам Европы. В коллекции собрано более 140 видов самых важных лекарственных растений. В центре сада — старинный каменный колодец, специально привезённый из-под Флоренции.
- Пальмовая оранжерея построена в 1891 году. В старейшей в стране коллекции тропических растений представлены орхидеи со всего света, пальмы, лианы, бананы, древовидные папоротники, хищные растения. В 2013 году оранжерея перешла на ежедневный режим работы, свободно зайти в неё может каждый посетитель сада.Экспозиция хищных растений в Аптекарском огороде, 2018

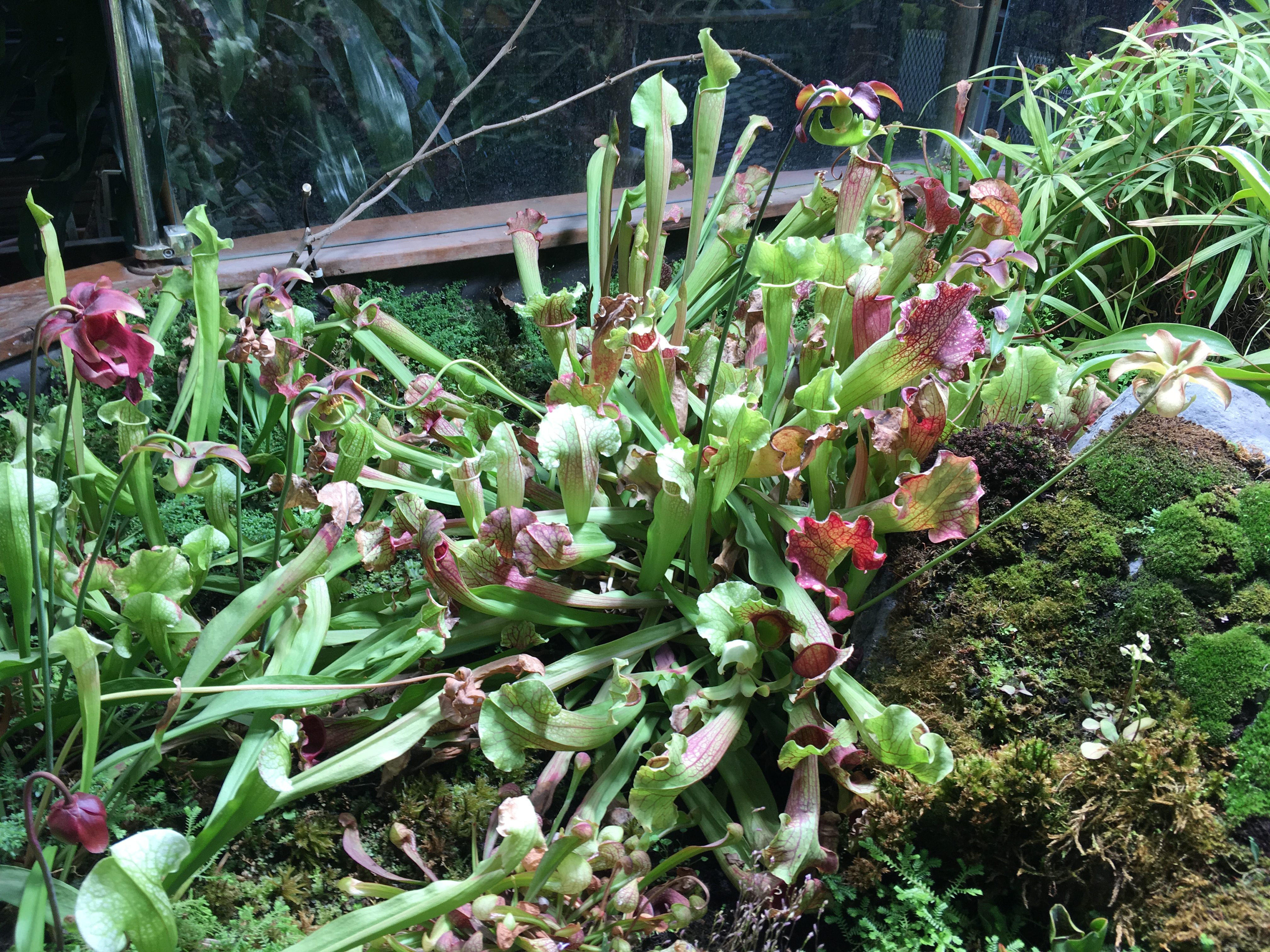
Экспозиция хищных растений в Аптекарском огороде, 2018

- Коллекция орхидей — одна из самых больших в России коллекций орхидных (более 830 таксонов). Она содержится в закрытых для свободного посещения фондовых отделениях оранжерей, но все самые интересные экземпляры сотрудники выносят в экспозицию Пальмовой оранжереи, где их могут увидеть все посетители.
- Экспозиция хищных растений была создана в Пальмовой оранжерее в конце 2014 года. Это высокотехнологичное болотце, приподнятое к уровню глаз, питаемое осмосной водой и орошаемое туманом из дистиллированной воды. Здесь можно увидеть около 30 разновидностей насекомоядных растений из разных уголков мира (венерины мухоловки, непентесы, росянки, жирянки, гелиамфоры, цефалотусы и другие).

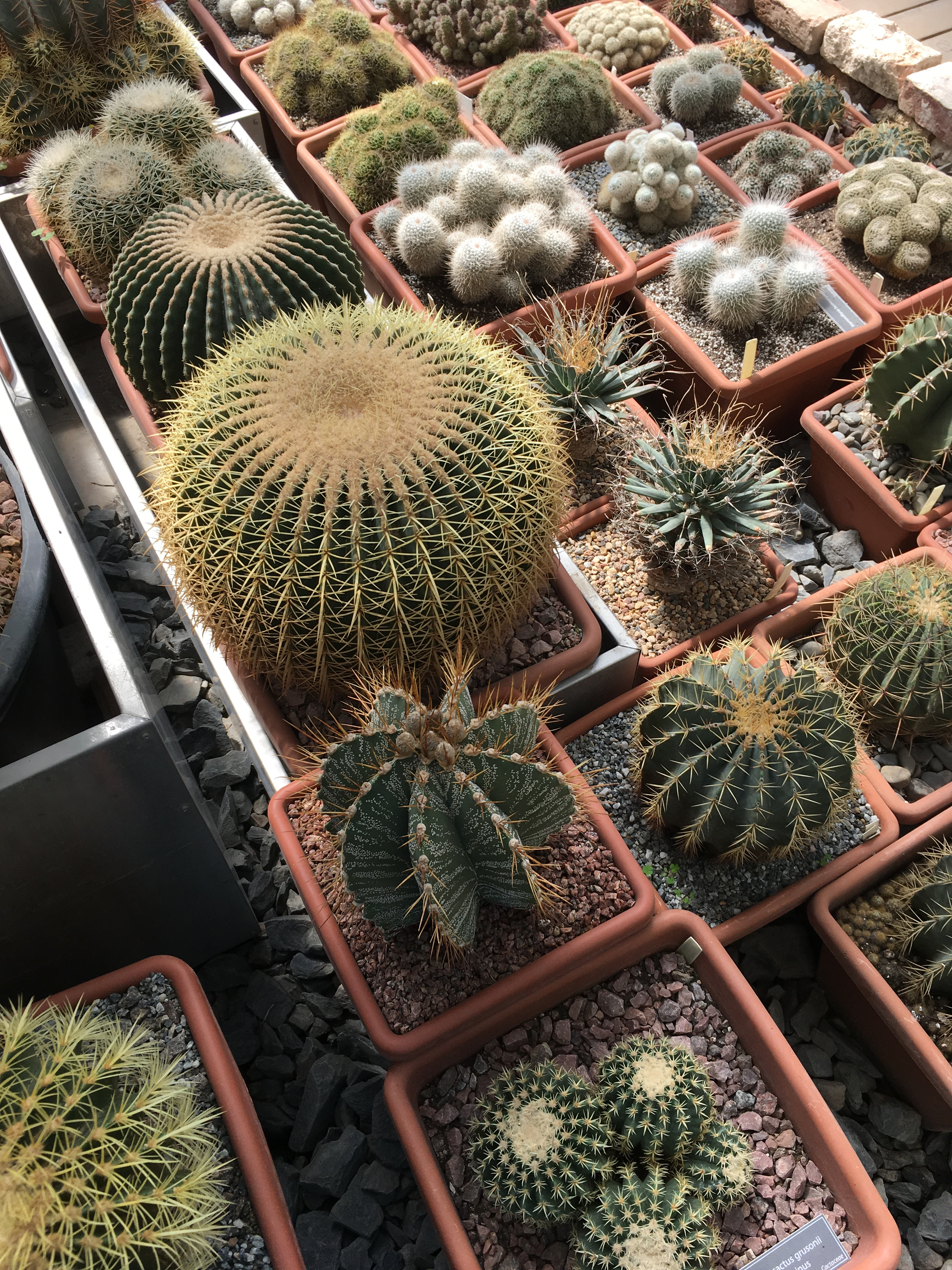
Растения пустынь в Аптекарском огороде, 2018

- Растения пустынь в Аптекарском огороде, 2018Растения пустынь (суккуленты) — одна из самых больших и старейших в России коллекций обитателей засушливых мест нашей планеты (более 2 тысяч видов и форм). Среди них кактусы, молочаи, агавы, алоэ, литопсы, толстянки и т. д. Экспозиция открыта для посещения с октября по май, а летом большинство суккулентов выставлены для обозрения в разных местах сада под открытым небом.
- Садик орхидей — первый в России сад с орхидеями под открытым небом. В этой коллекции орхидей умеренного климата — садовые гибриды родов башмачок, ятрышник и пальчатокоренник, выведенные на основе видов евразийского и североамериканского происхождения. Около 40 таксонов. Ландшафтная композиция имитирует карстовые воронки с выходами известняков: уступчатый микрорельеф позволяет создать индивидуальный микроклимат для орхидей с разными требованиями к условиям произрастания.
- Субтропическая оранжерея открылась в 2021 году после 20-летней реконструкции[28].

## Фауна
В «Аптекарском огороде» можно встретить более 50 видов различных животных, включая огарей, красноухих черепах, японских карпов кои, стерлядей, зябликов, дроздов, белок и кошек. Коты, проживающие на территории сада, являются потомками царских котов времён Петра I. Один из основных символов сада — Главный Цветочный кот, которого в шутку называют «Его Цветочное Величество».

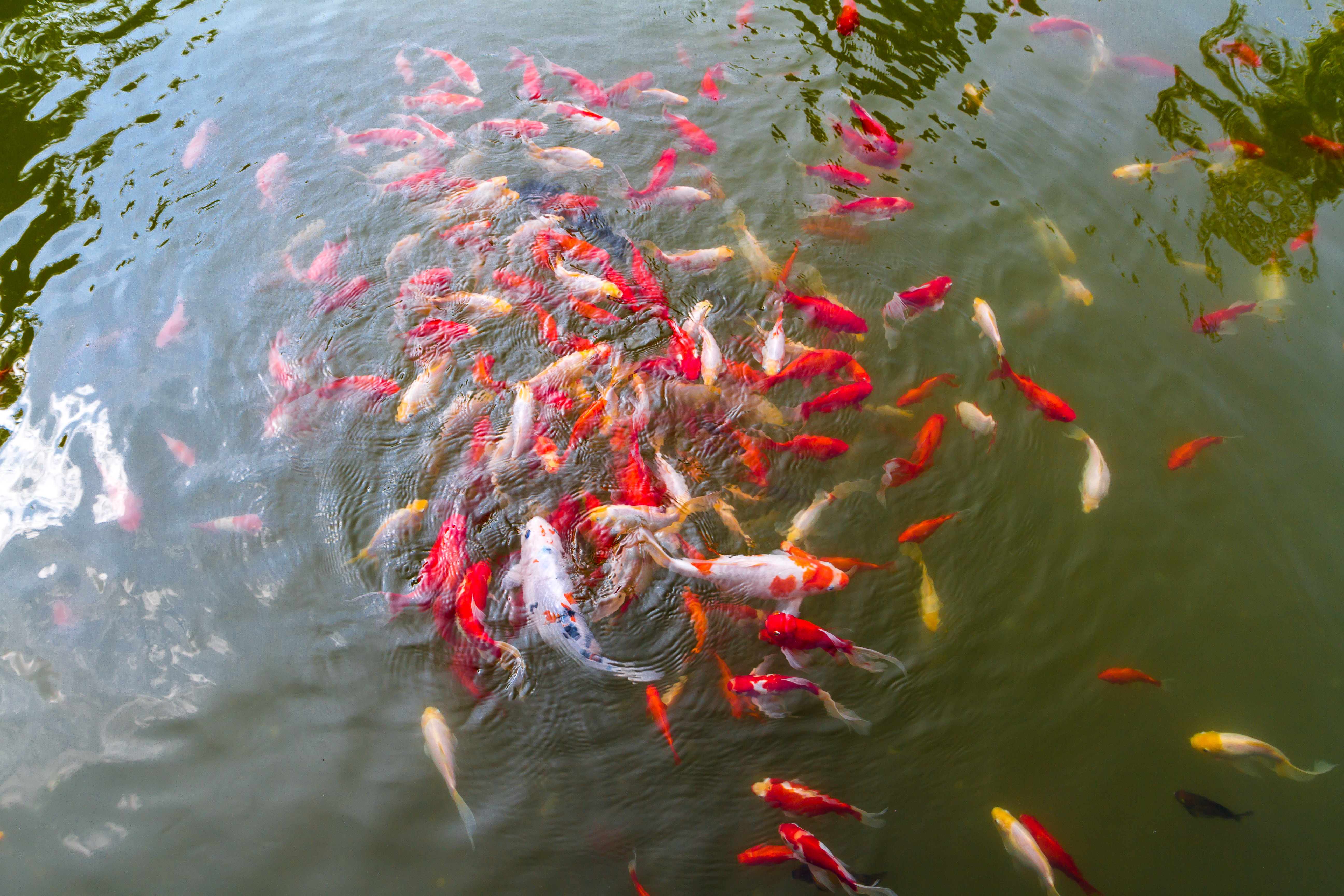
японские карпы кои
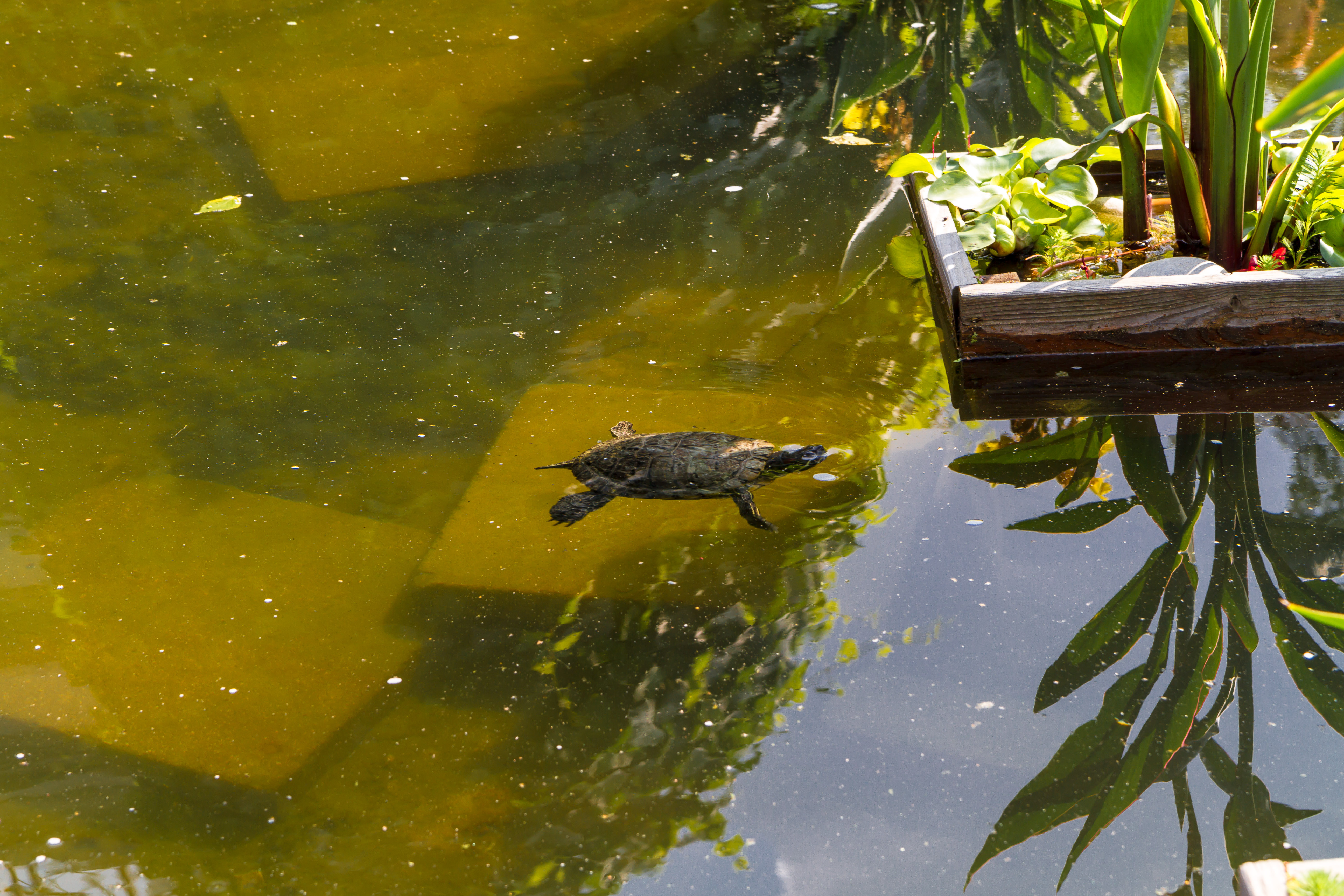
Черепаха
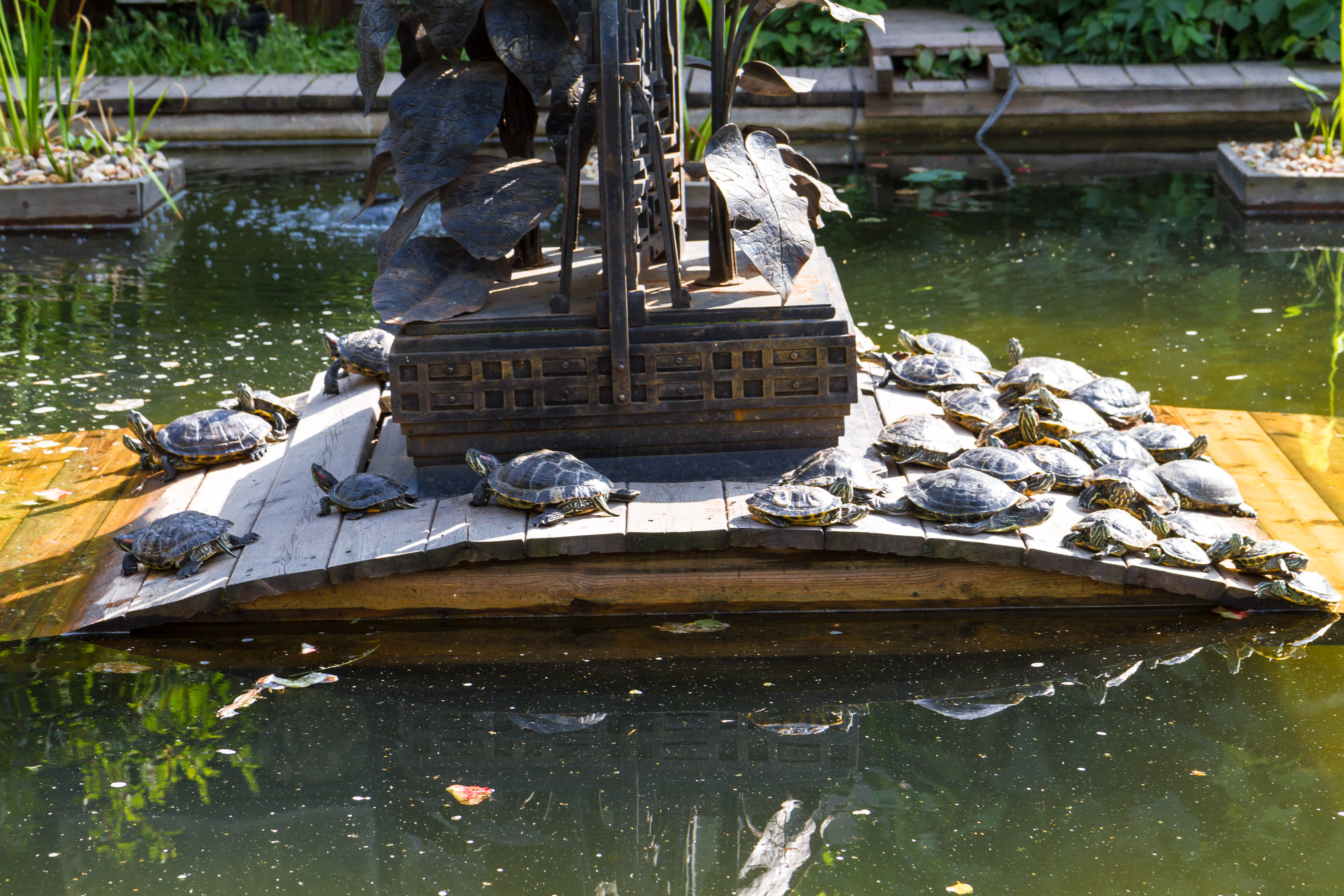
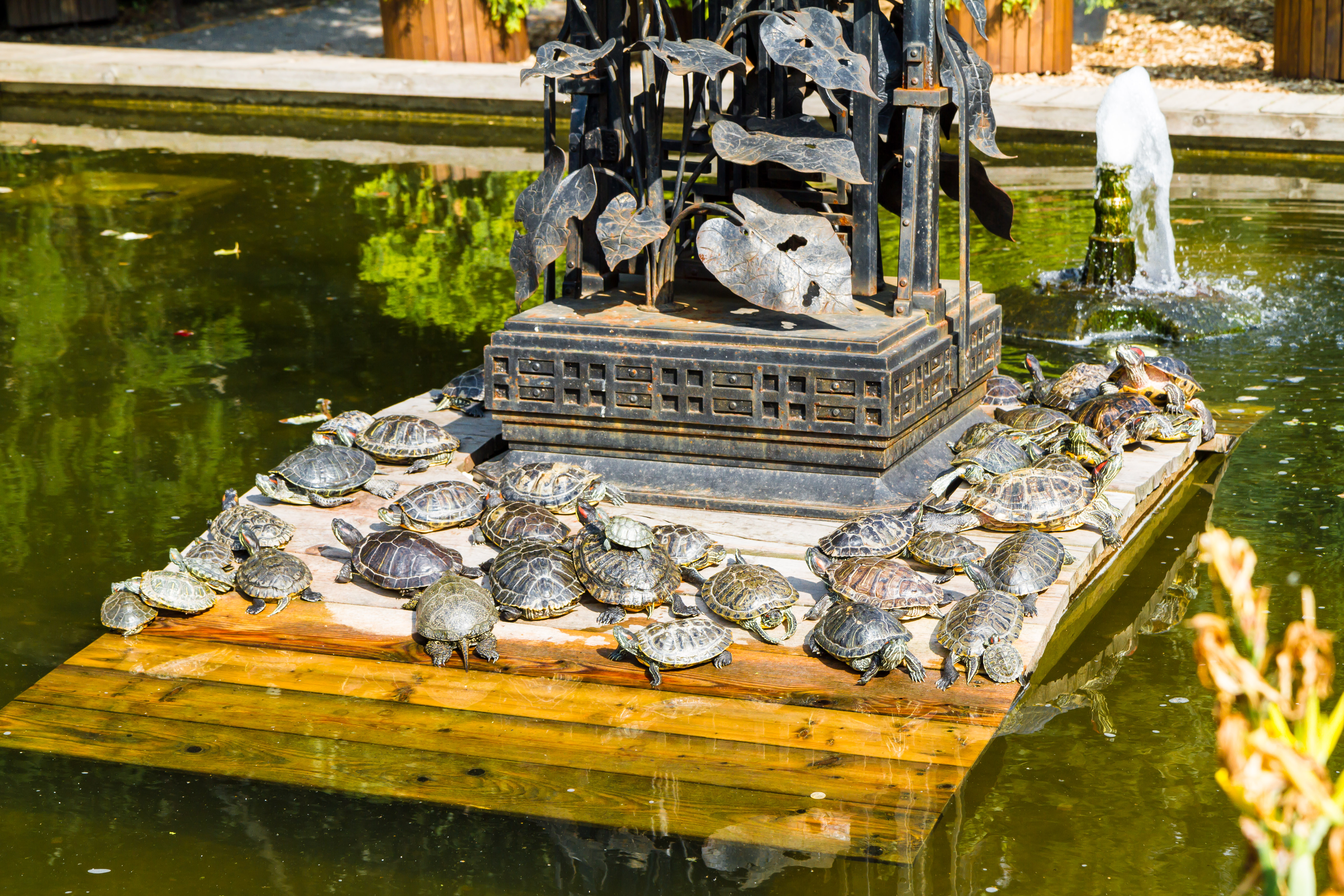
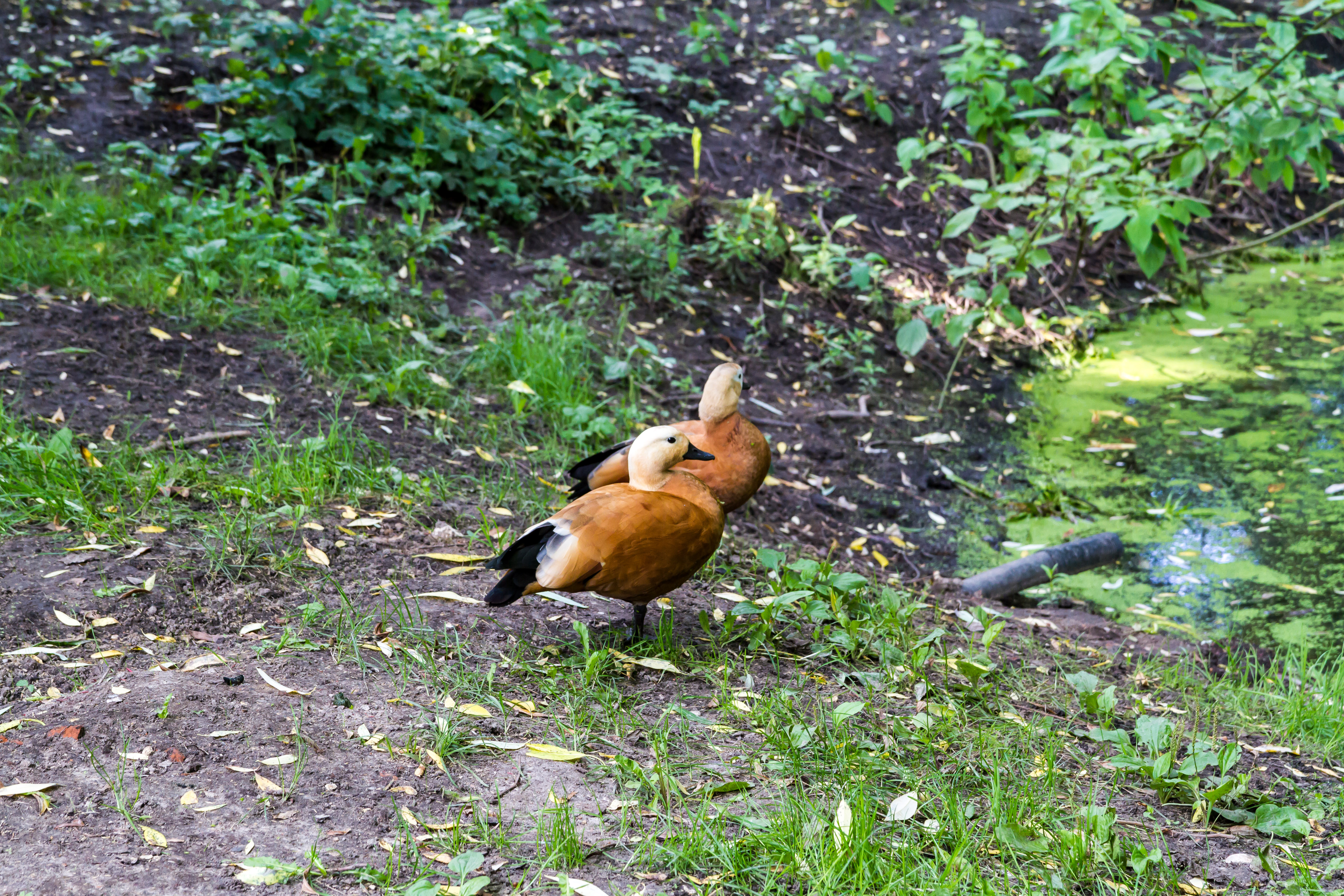
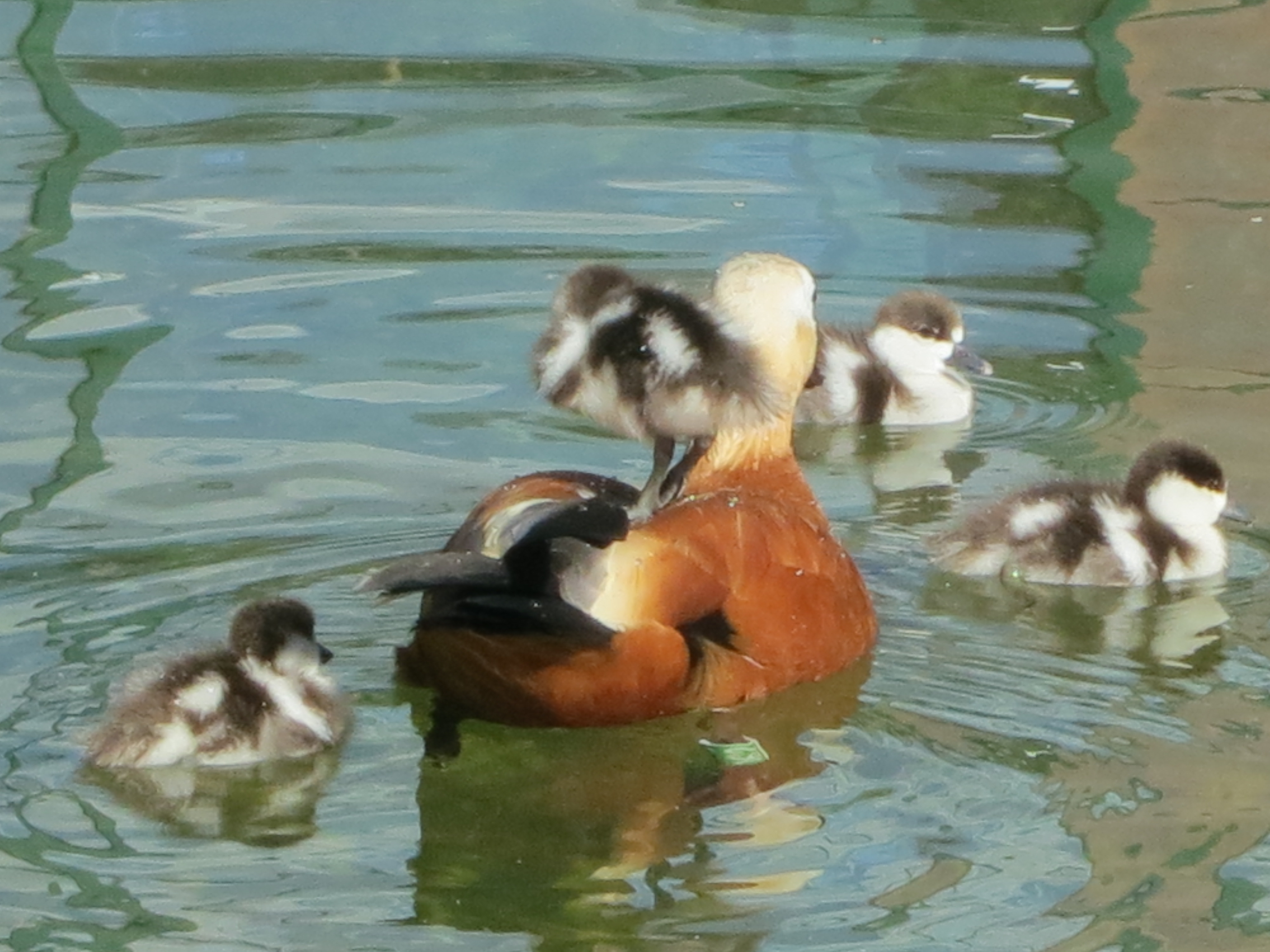
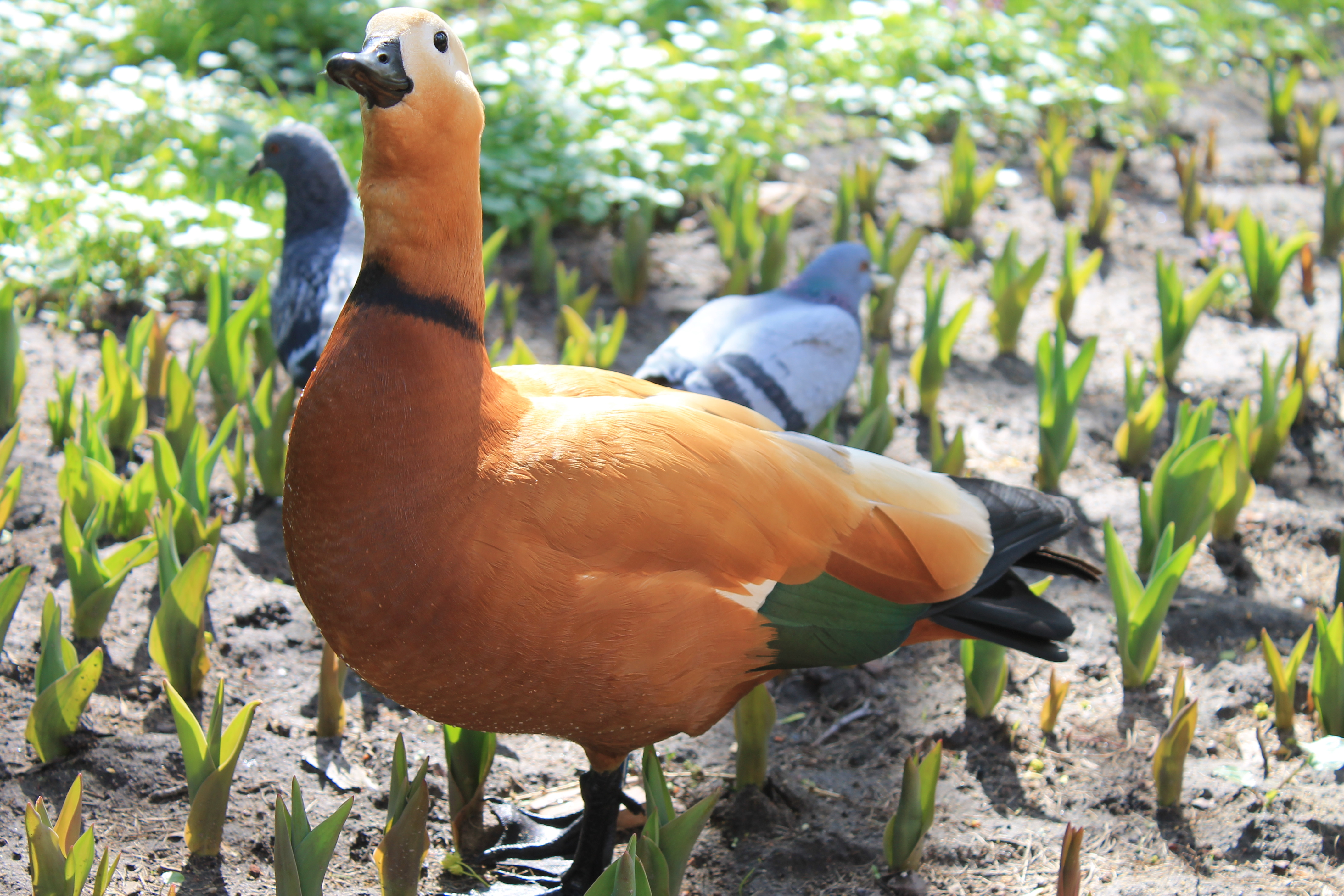
огарь
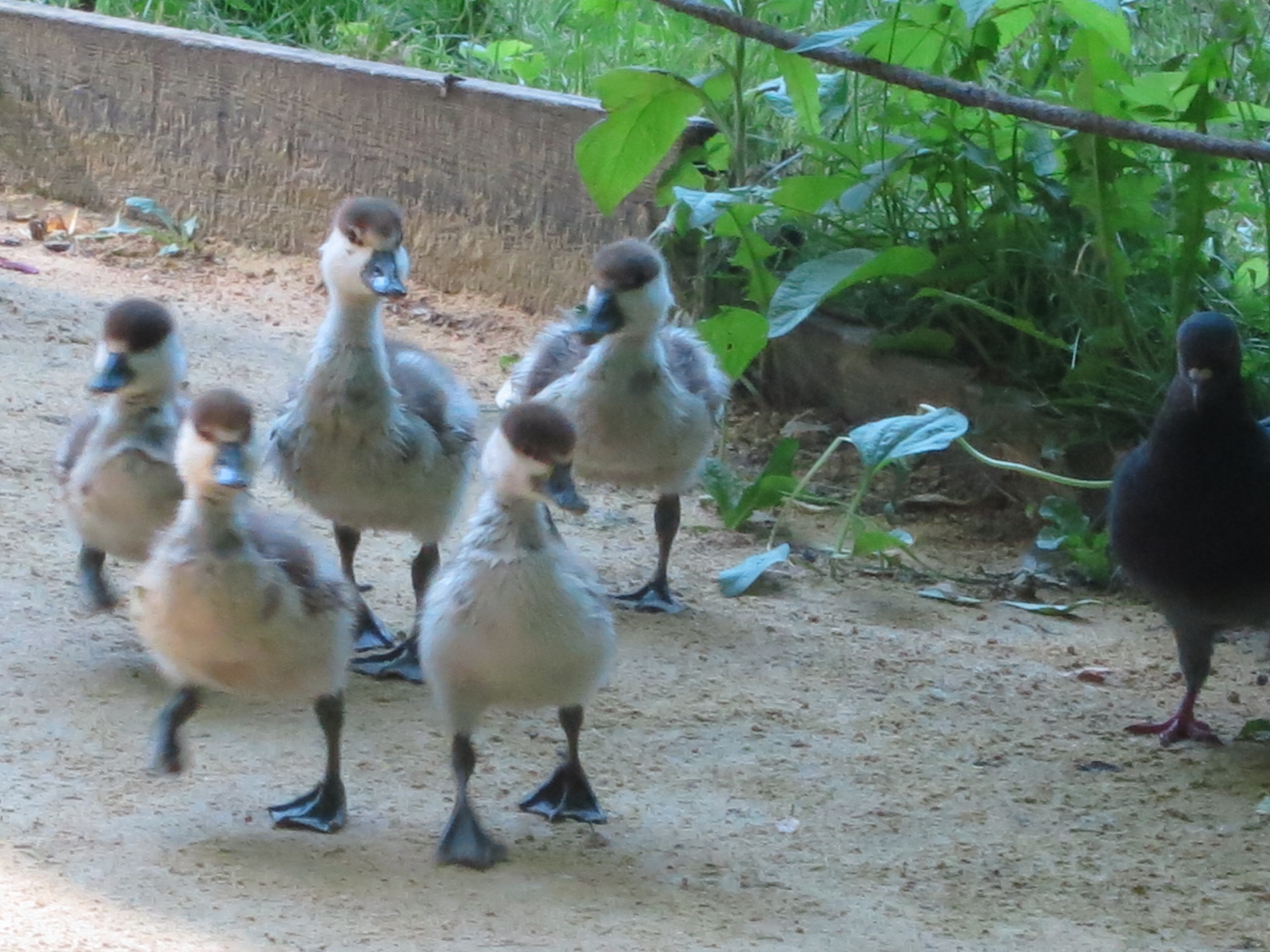
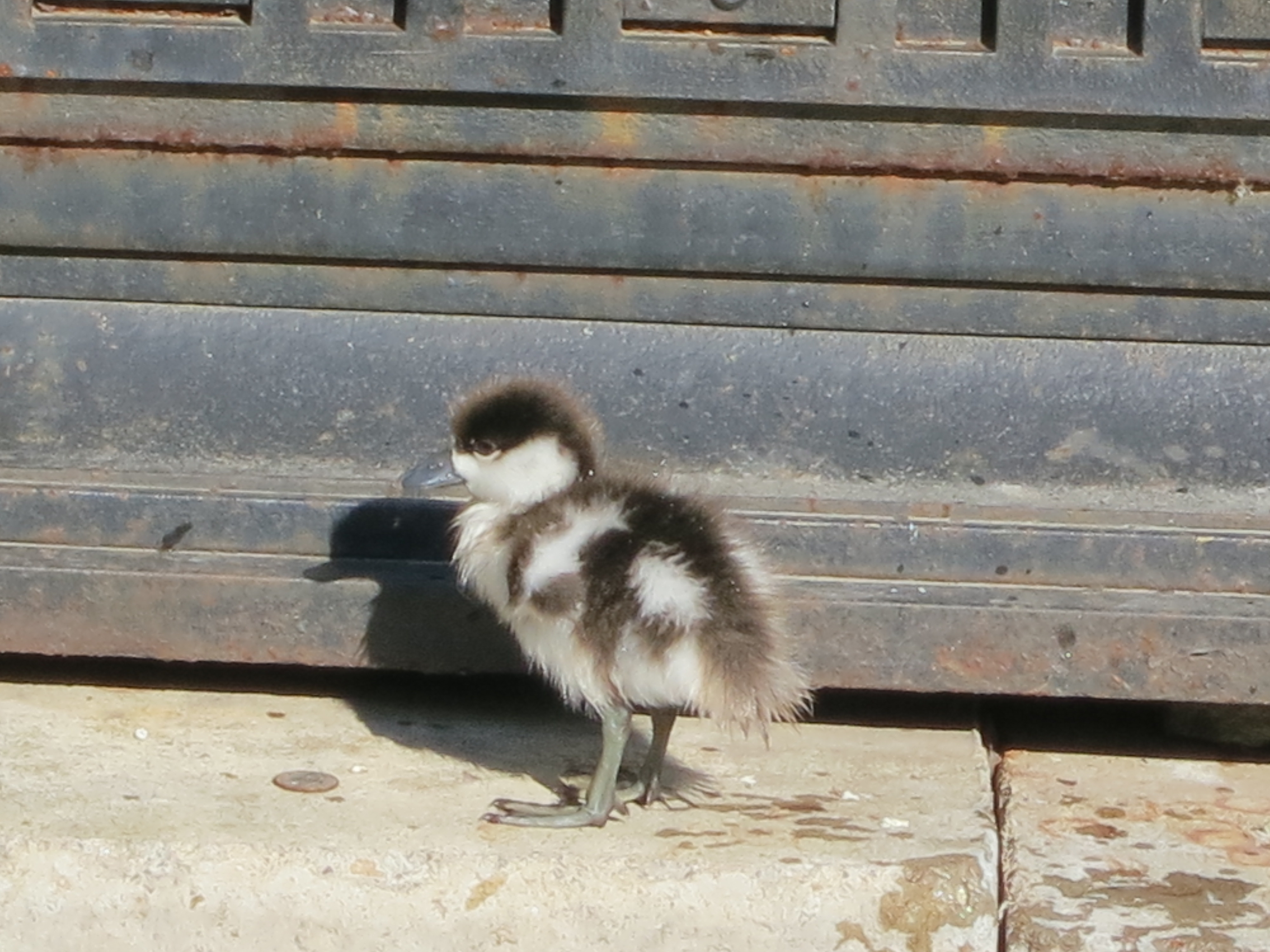
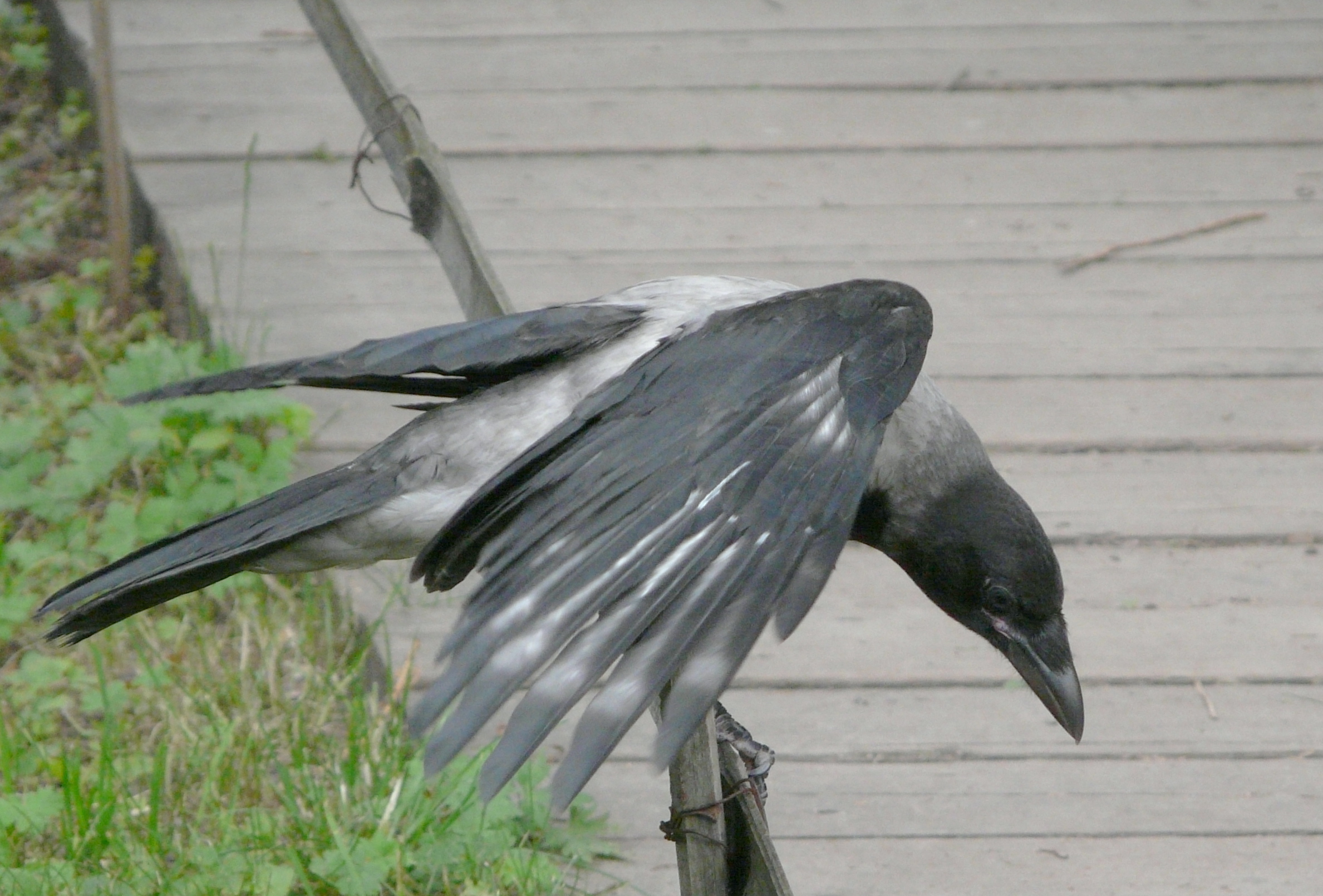
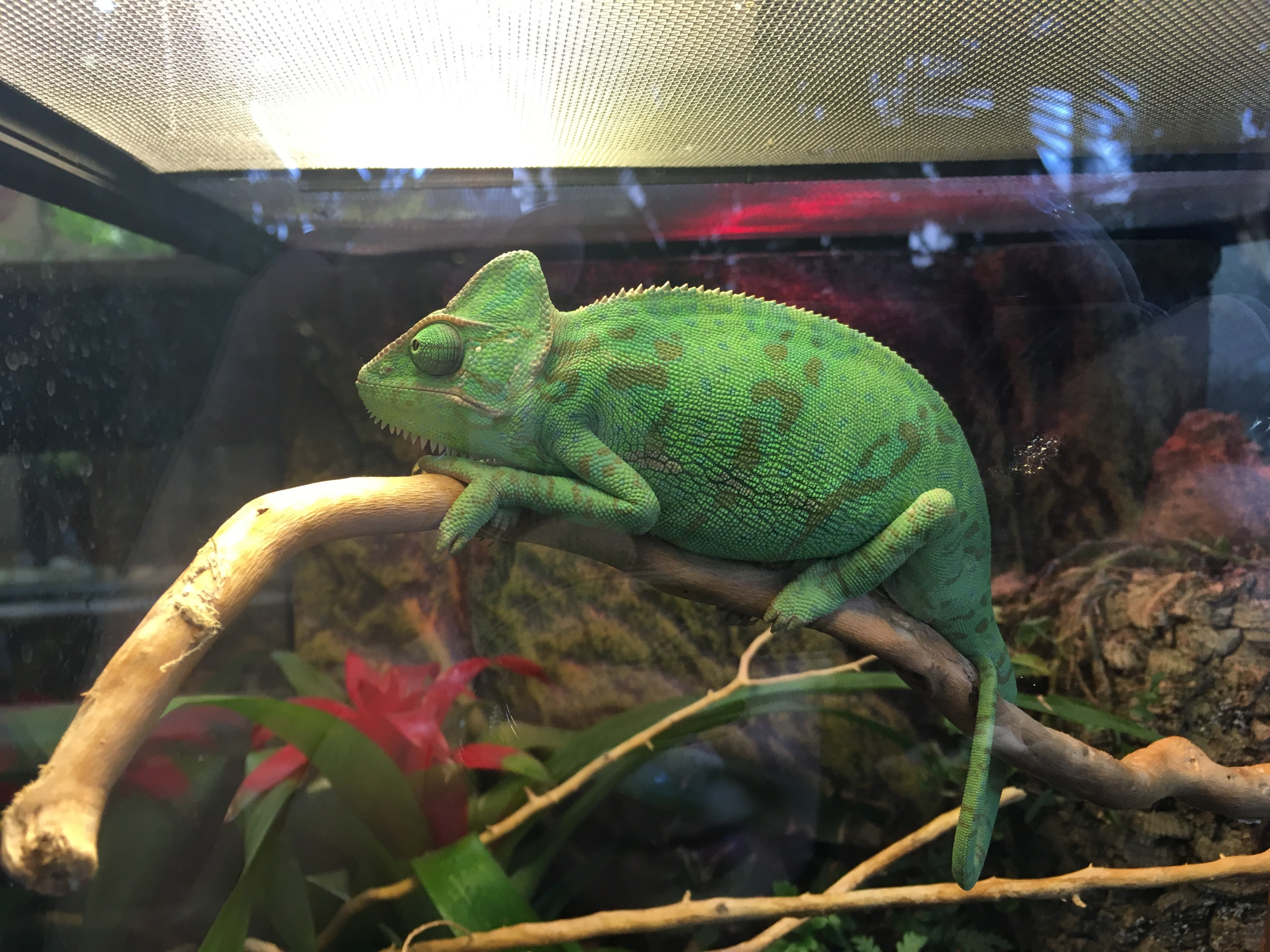

## Мероприятия

### Основные ежегодные
- Фестиваль цветов, урожая и искусства «Краски осени» (сентябрь — октябрь). В саду в это время можно увидеть хризантемы, астры, георгины, верески, гортензии и капусты, а также выставку урожая — тыквы, кабачки, патиссоны самых разнообразных форм и окрасок, дыни, арбузы, ягоды, злаки, орехи, выращенные непосредственно в «Аптекарском огороде». На всей территории сада проходит фестиваль искусства с участием художников со всего света.
- Фестиваль «Тропическая зима» (декабрь — март). Центральное событие фестиваля — орхидеи со всего света среди пышной тропической растительности Пальмовой оранжереи, экспозиция хищных растений (насекомоядных) и экспозиция растений пустынь[34].

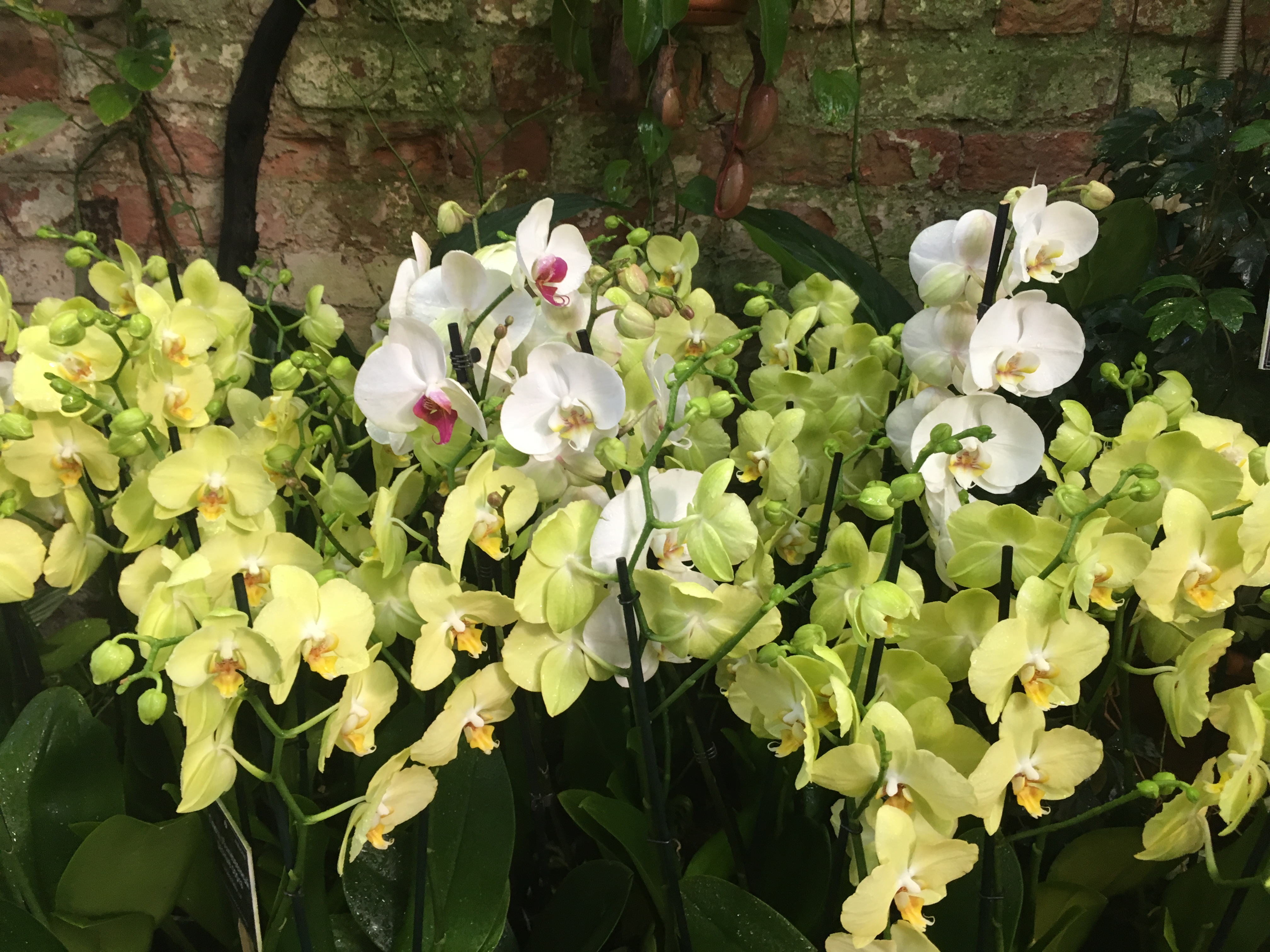
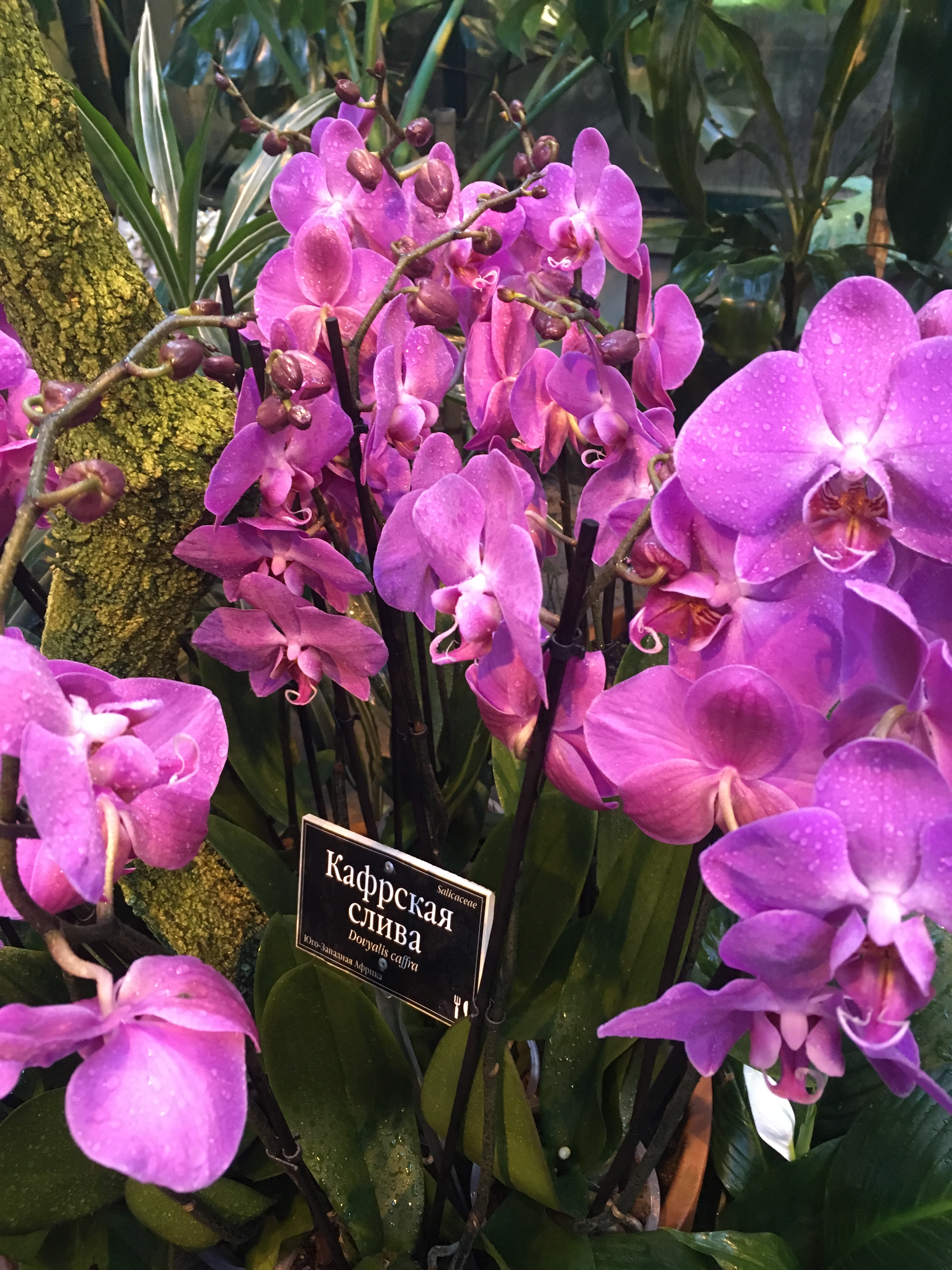
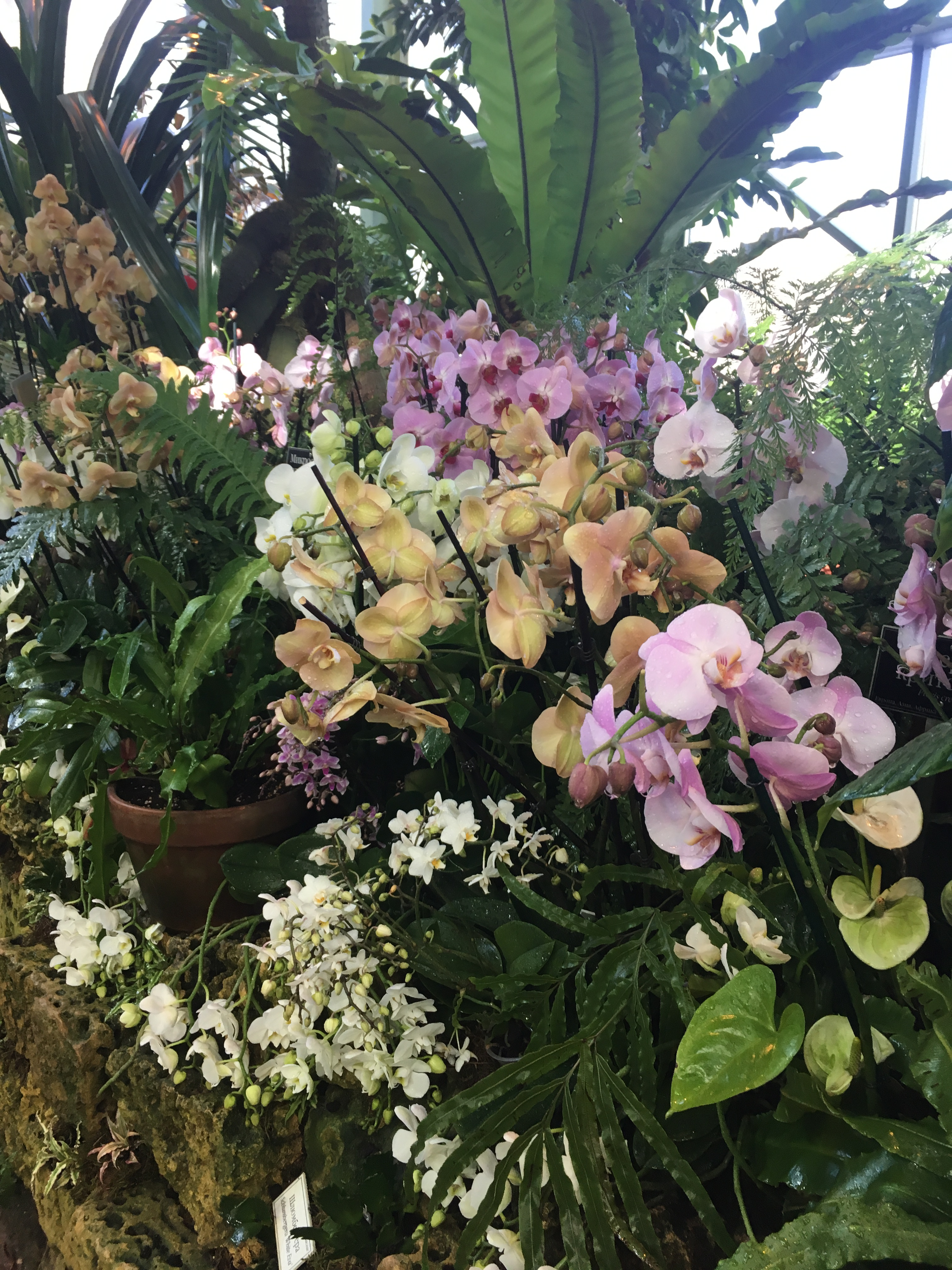
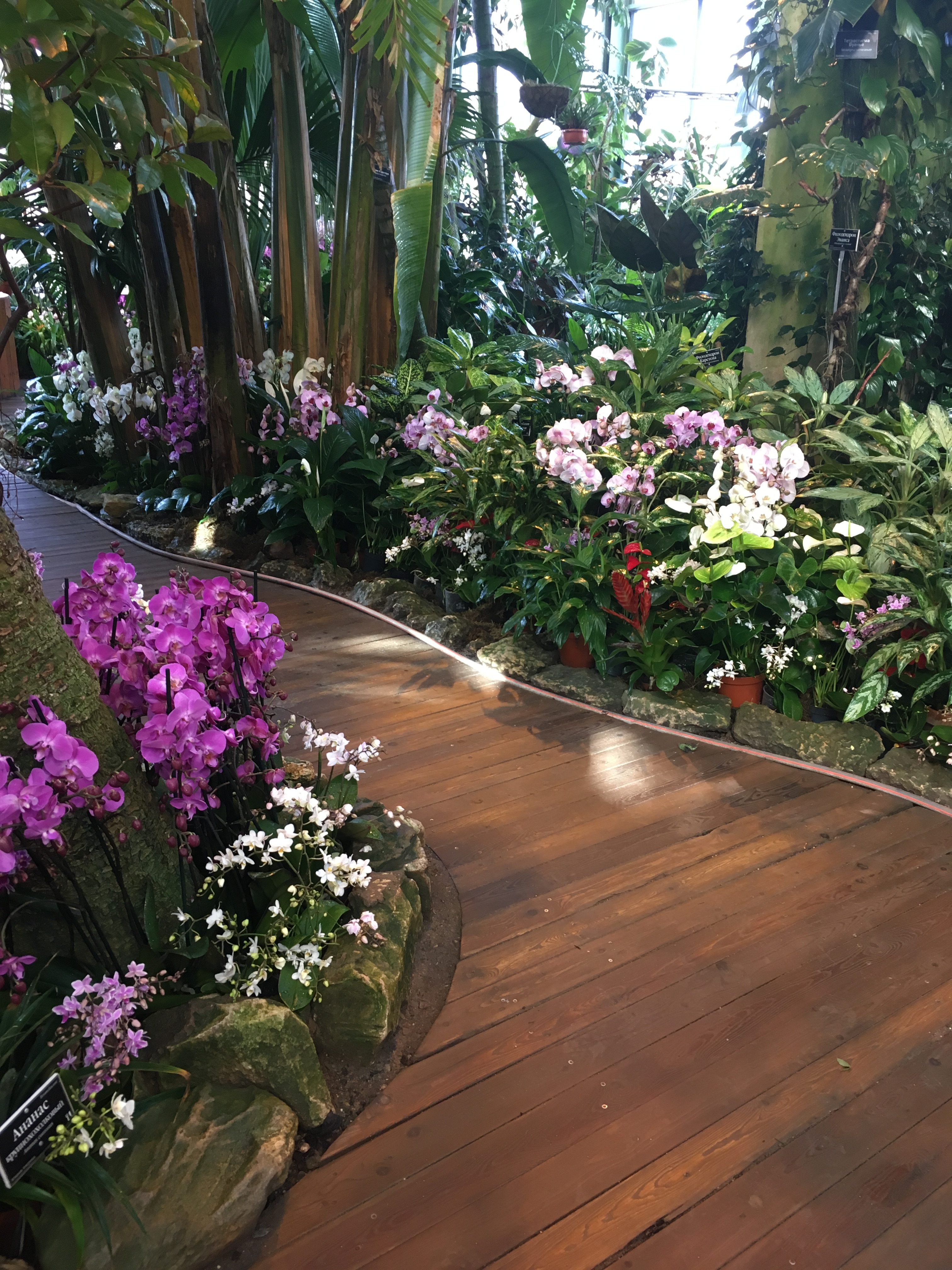
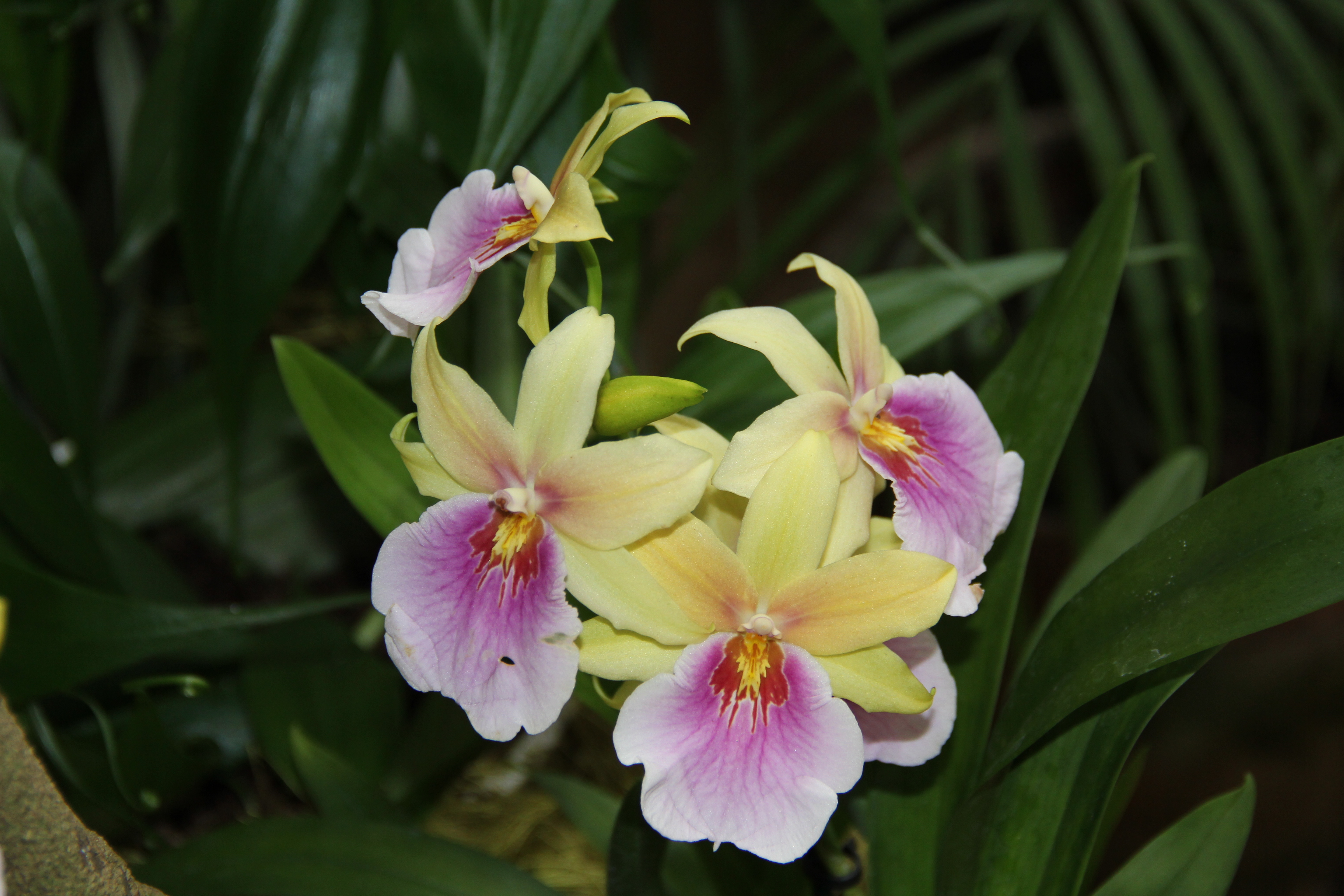

- Выставка «Репетиция весны» (конец февраля — начало марта). «Репетиция весны» — это более 7 тысяч тюльпанов, нарциссов, крокусов, гиацинтов, мускари, лилий, луков, цитрусовых, подснежников, сиреней, ландышей, незабудок, ирисов и других представителей флоры. Кроме того, на 2 месяца раньше природного срока зацветают вишня, сливы и миндаль. На выставке представлено более 200 сортов луковичных растений с их ароматами[35][36].

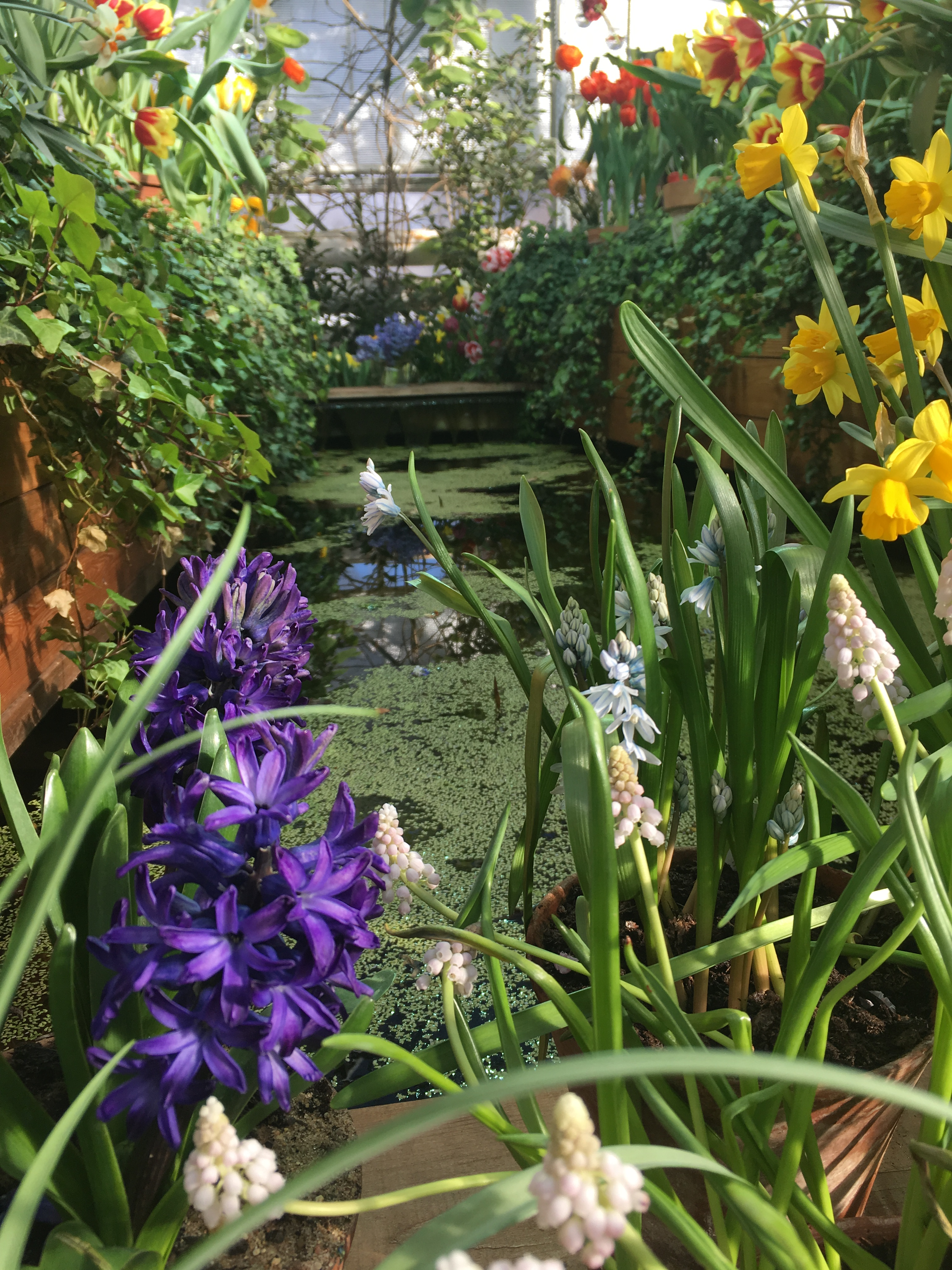
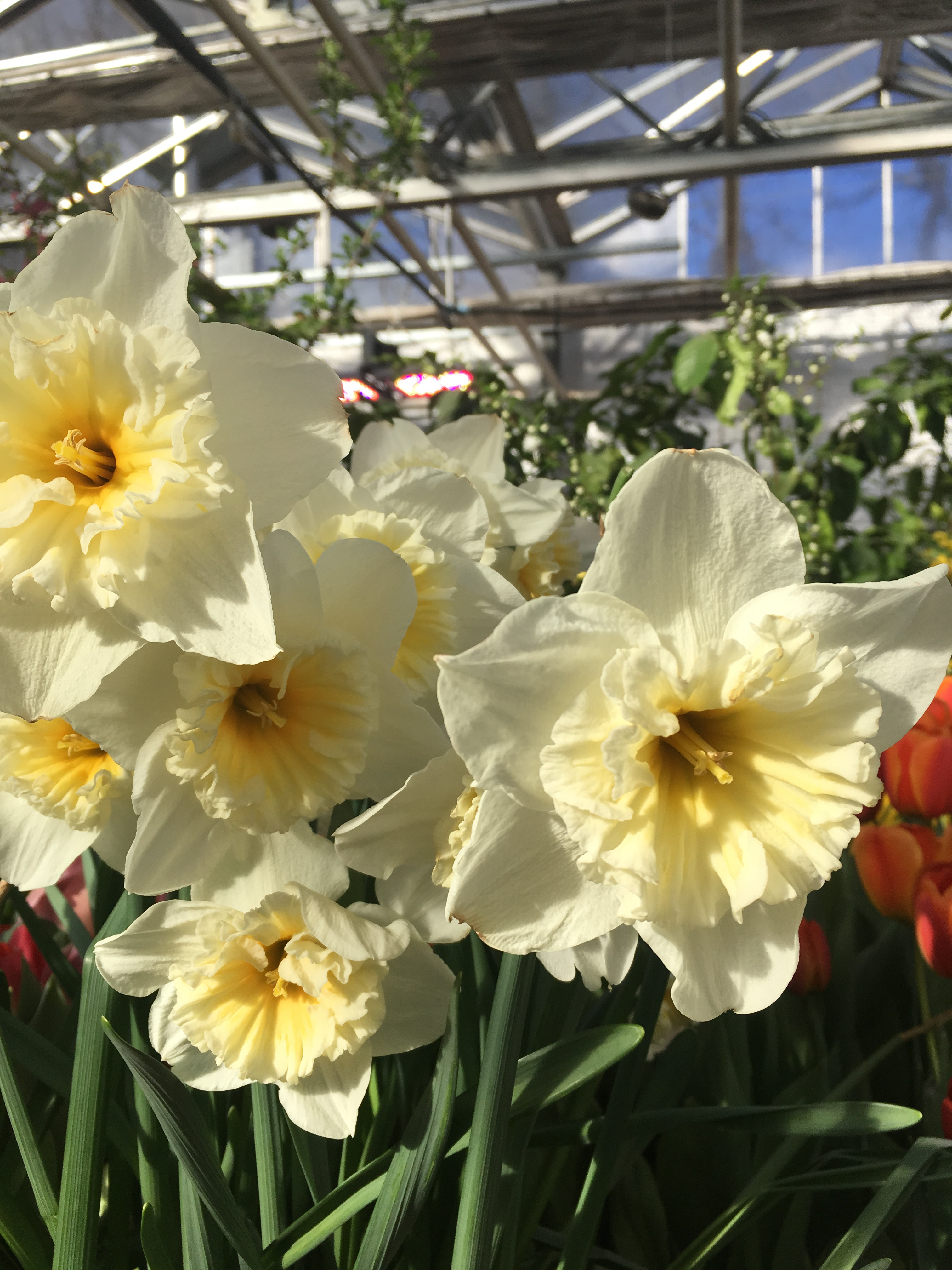
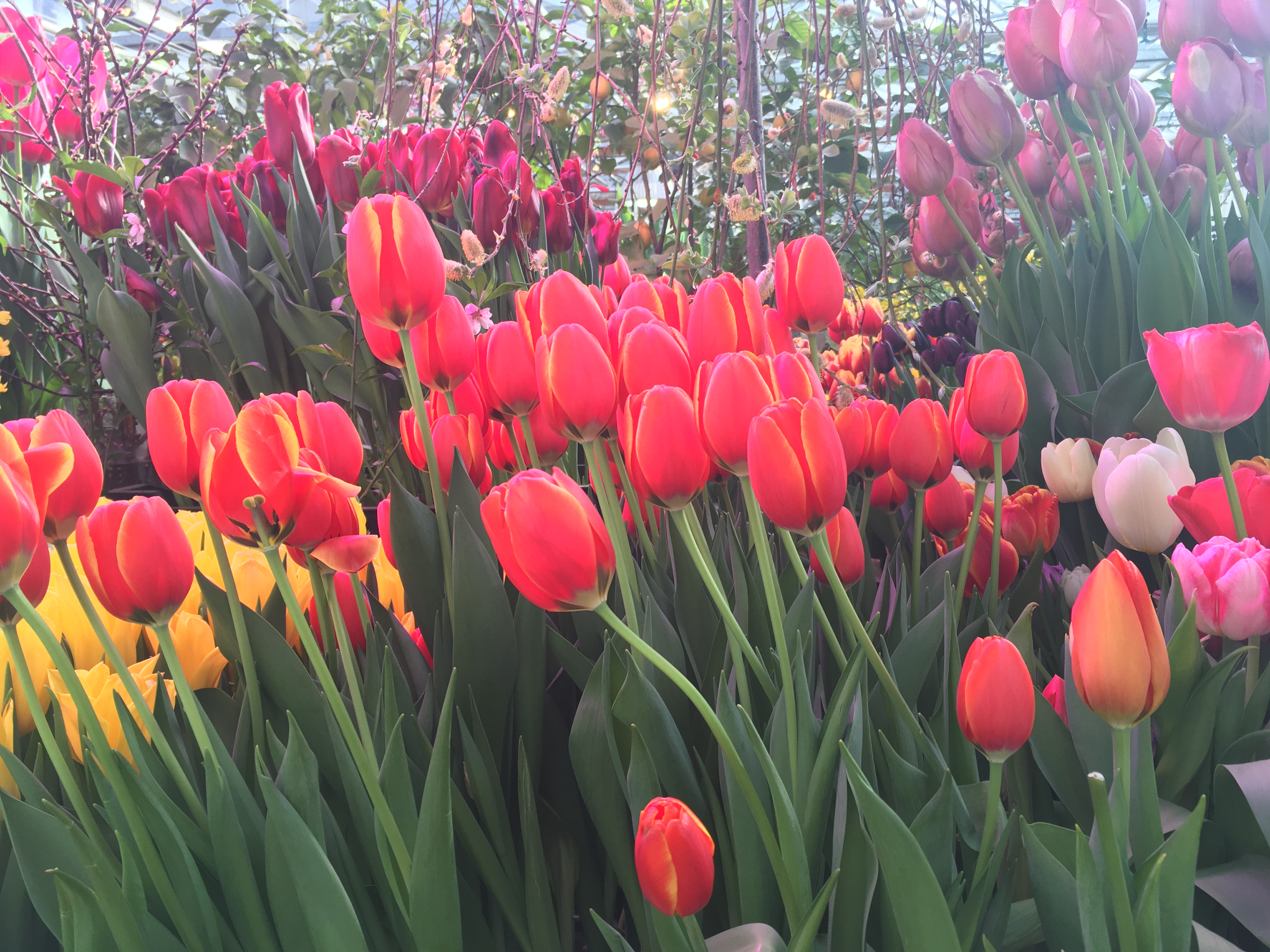
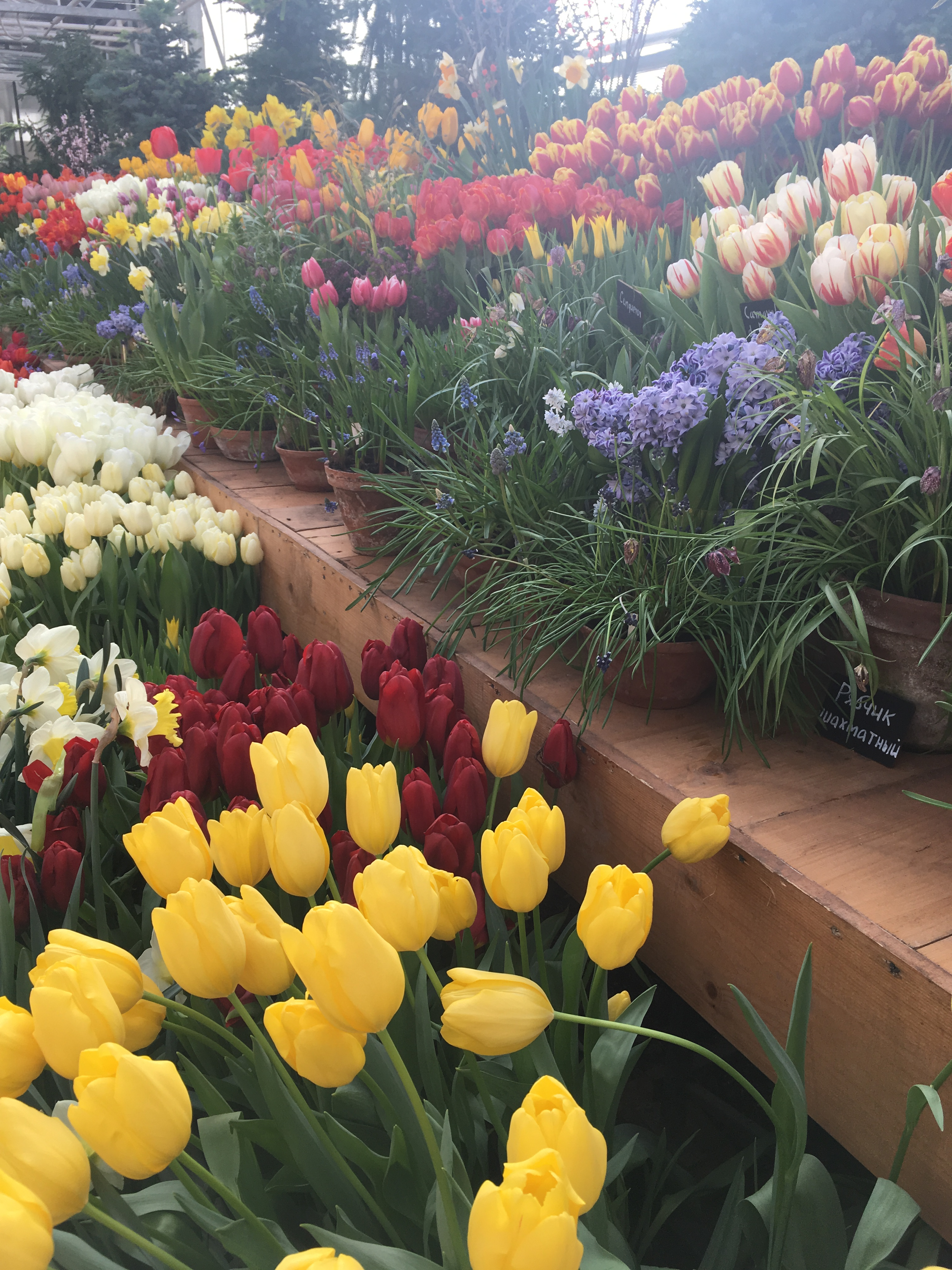
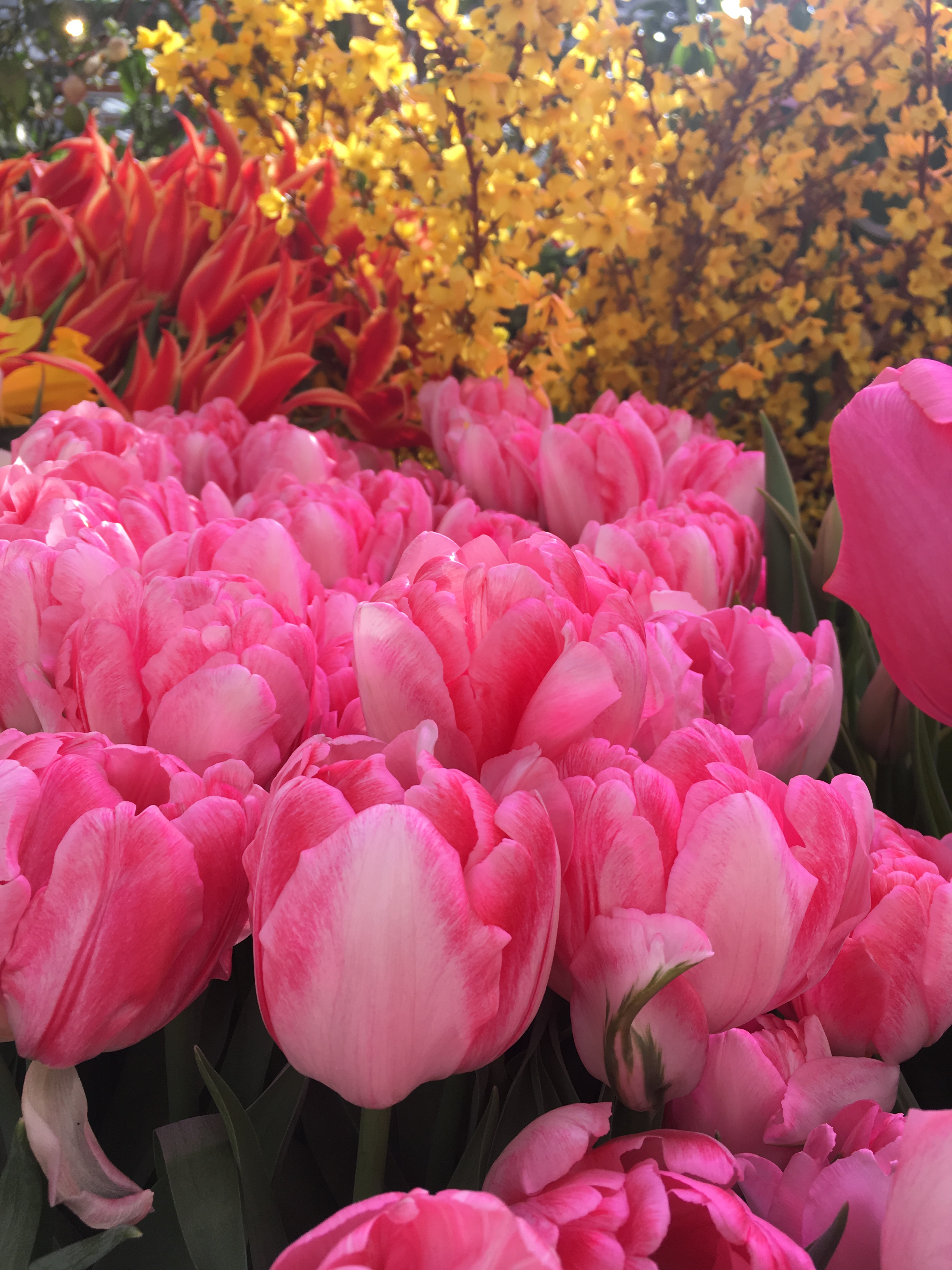
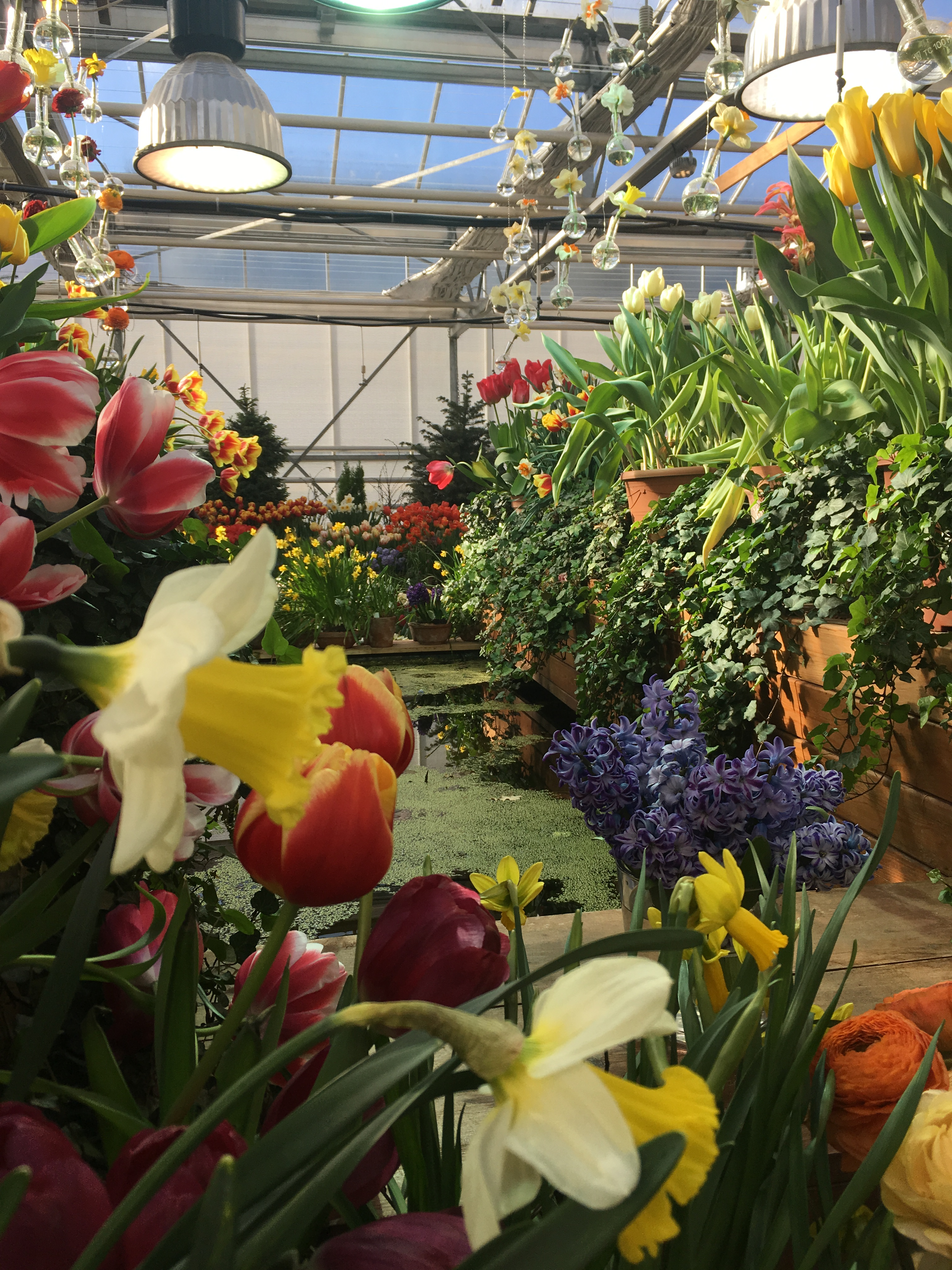

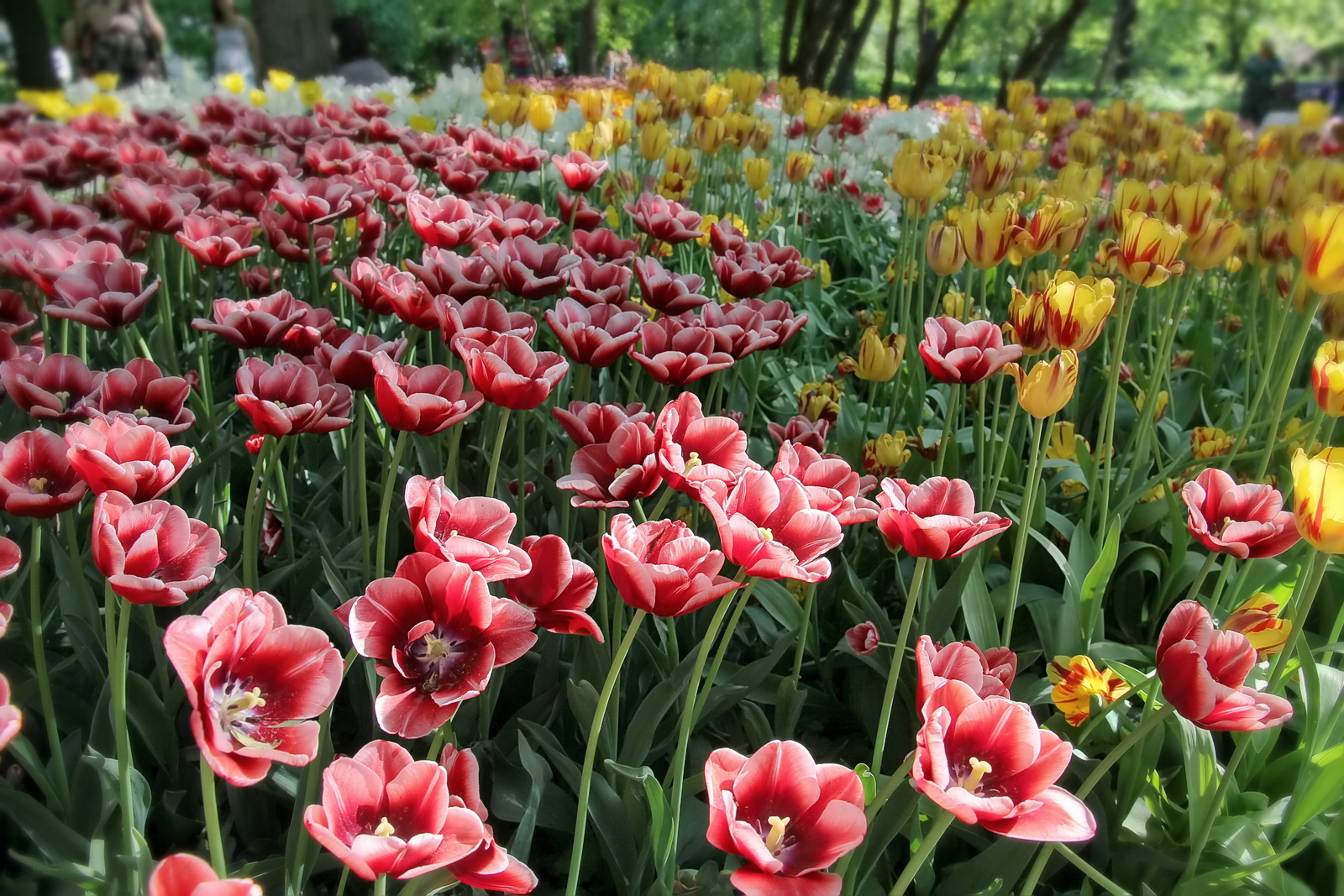
Весенний фестиваль цветов (апрель — май) — время первоцветов с медовым ароматом, тюльпанов, древовидных пионов, магнолий, сирени, рододендронов, сакуры, абрикосов, яблонь, груш[37].  - фестиваль цветов
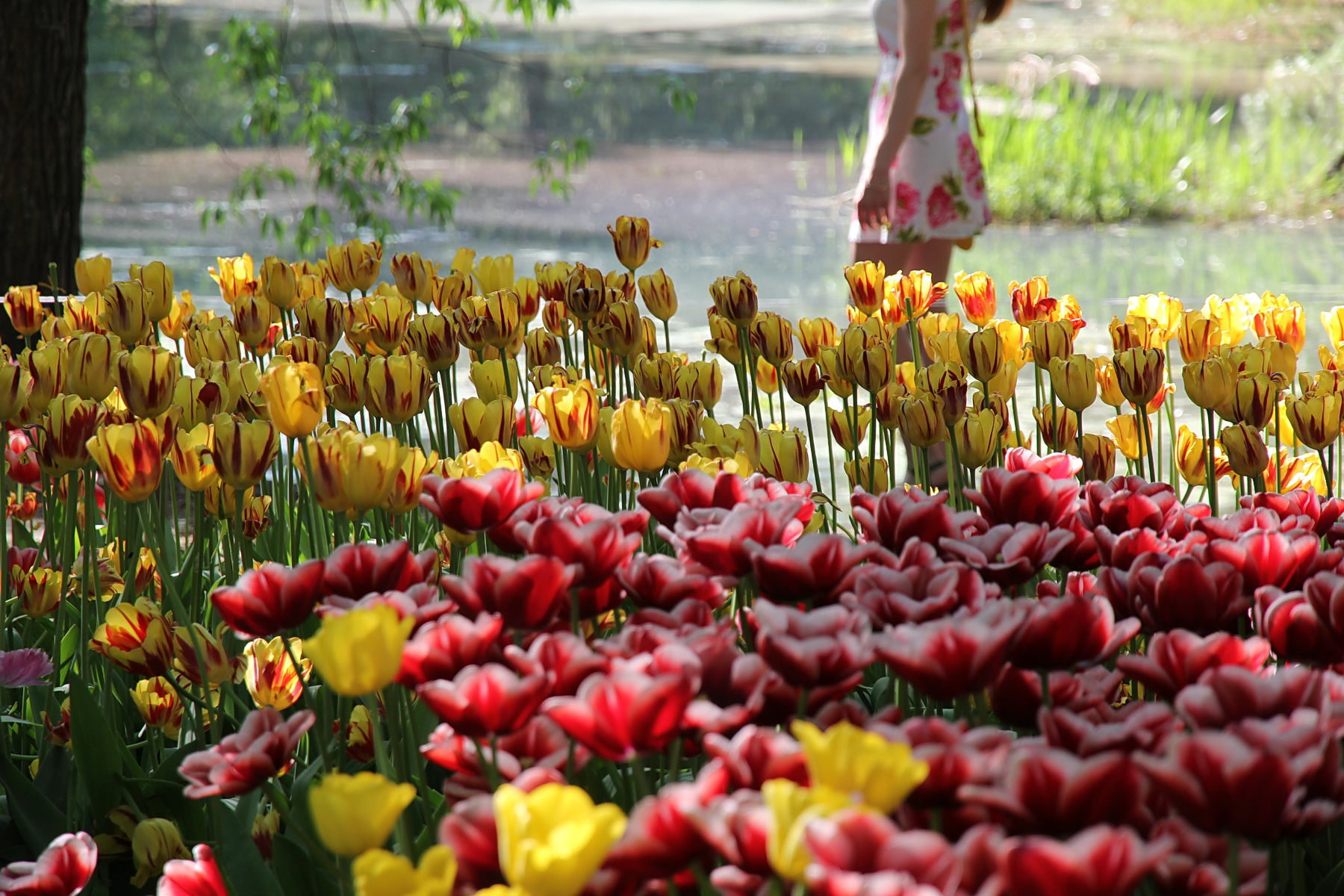
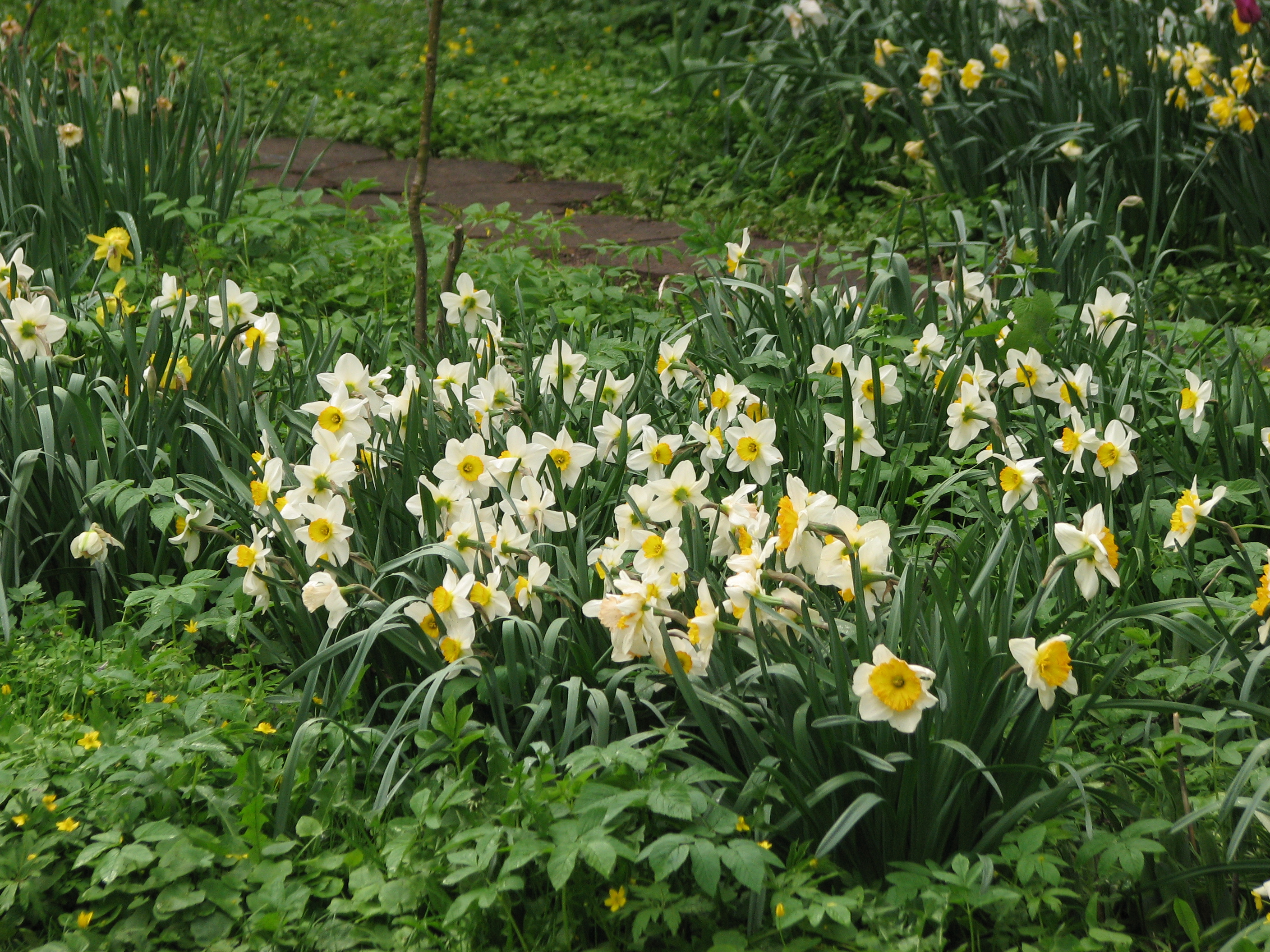
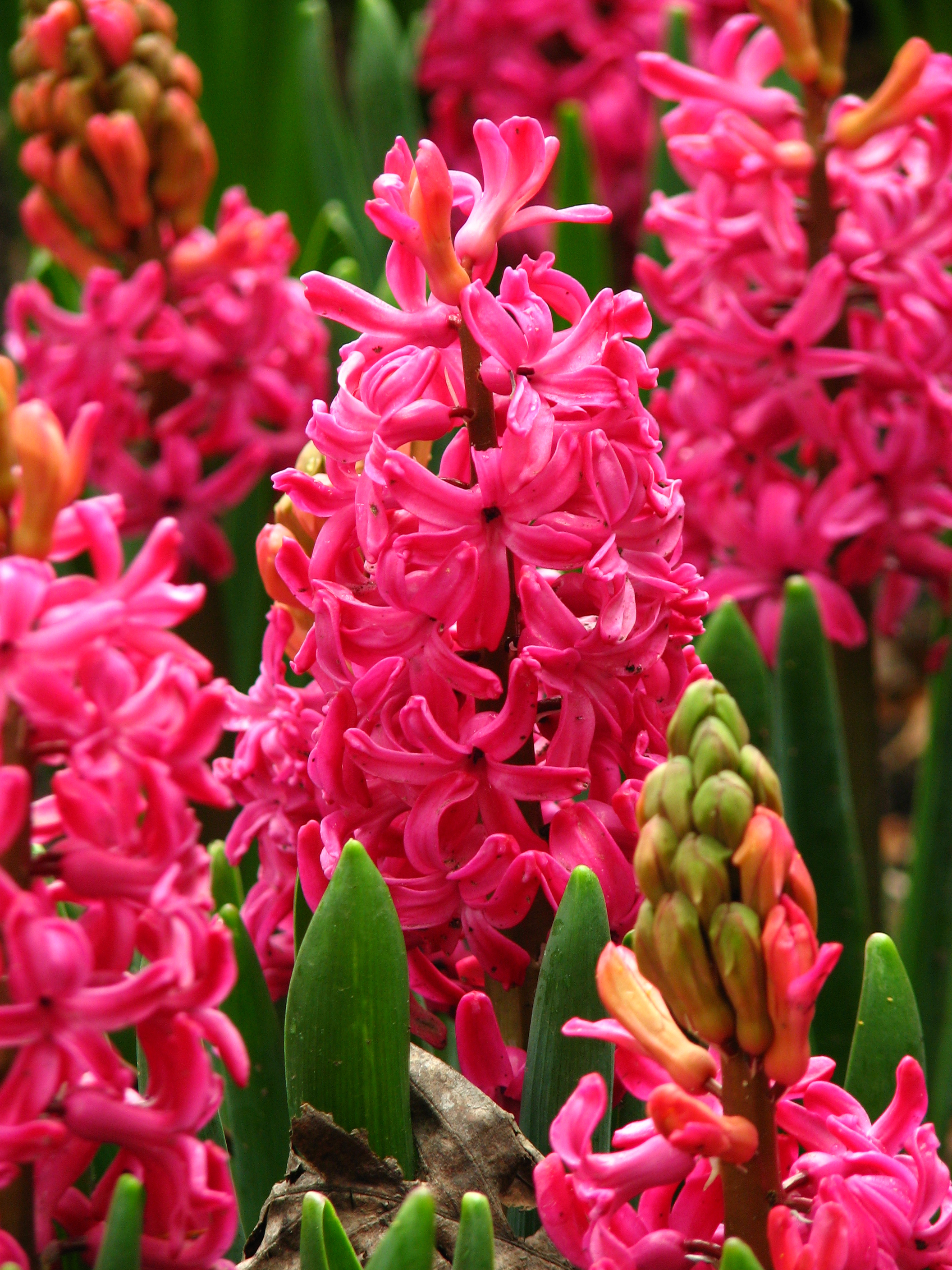
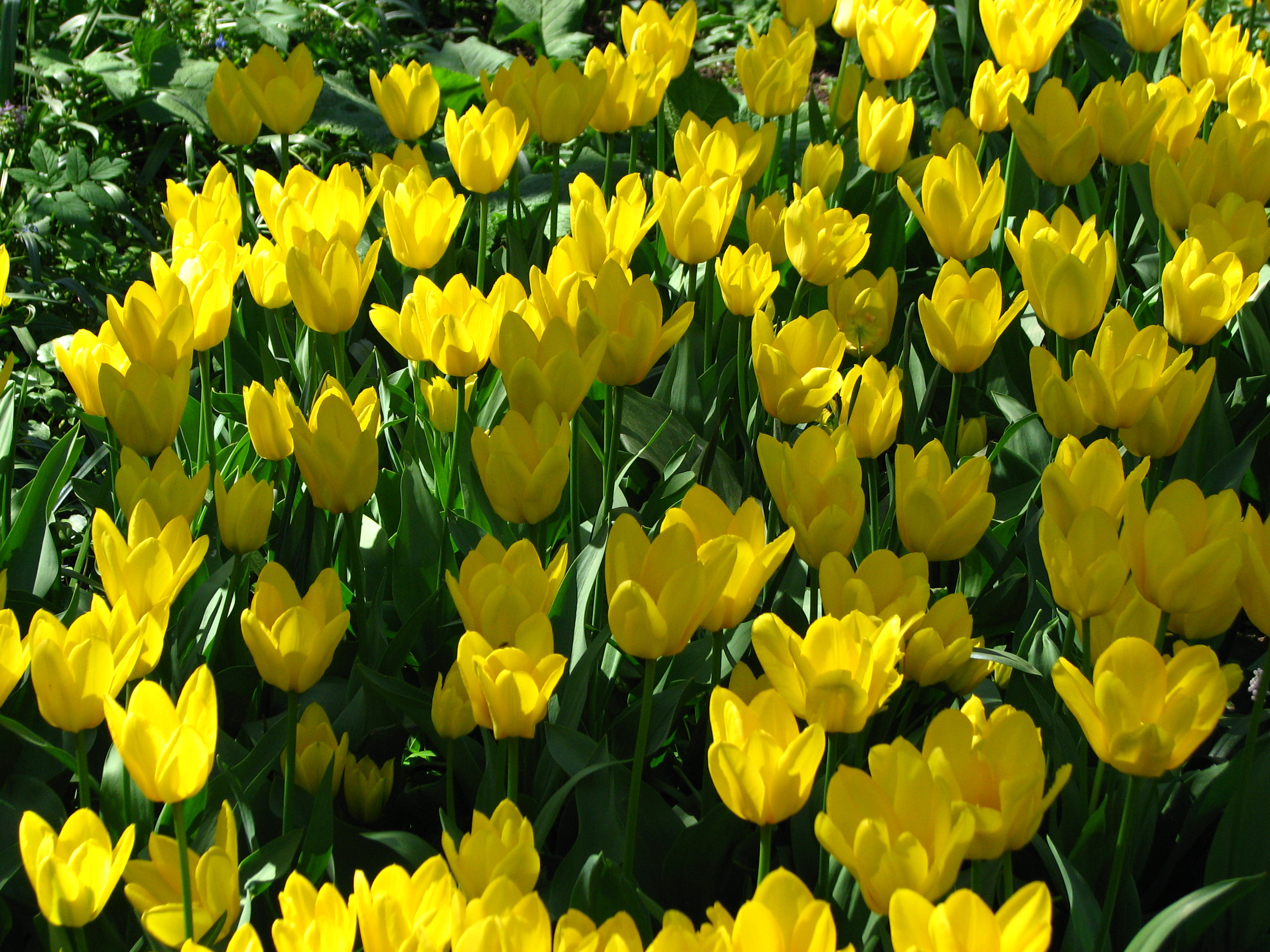

### Неботанические

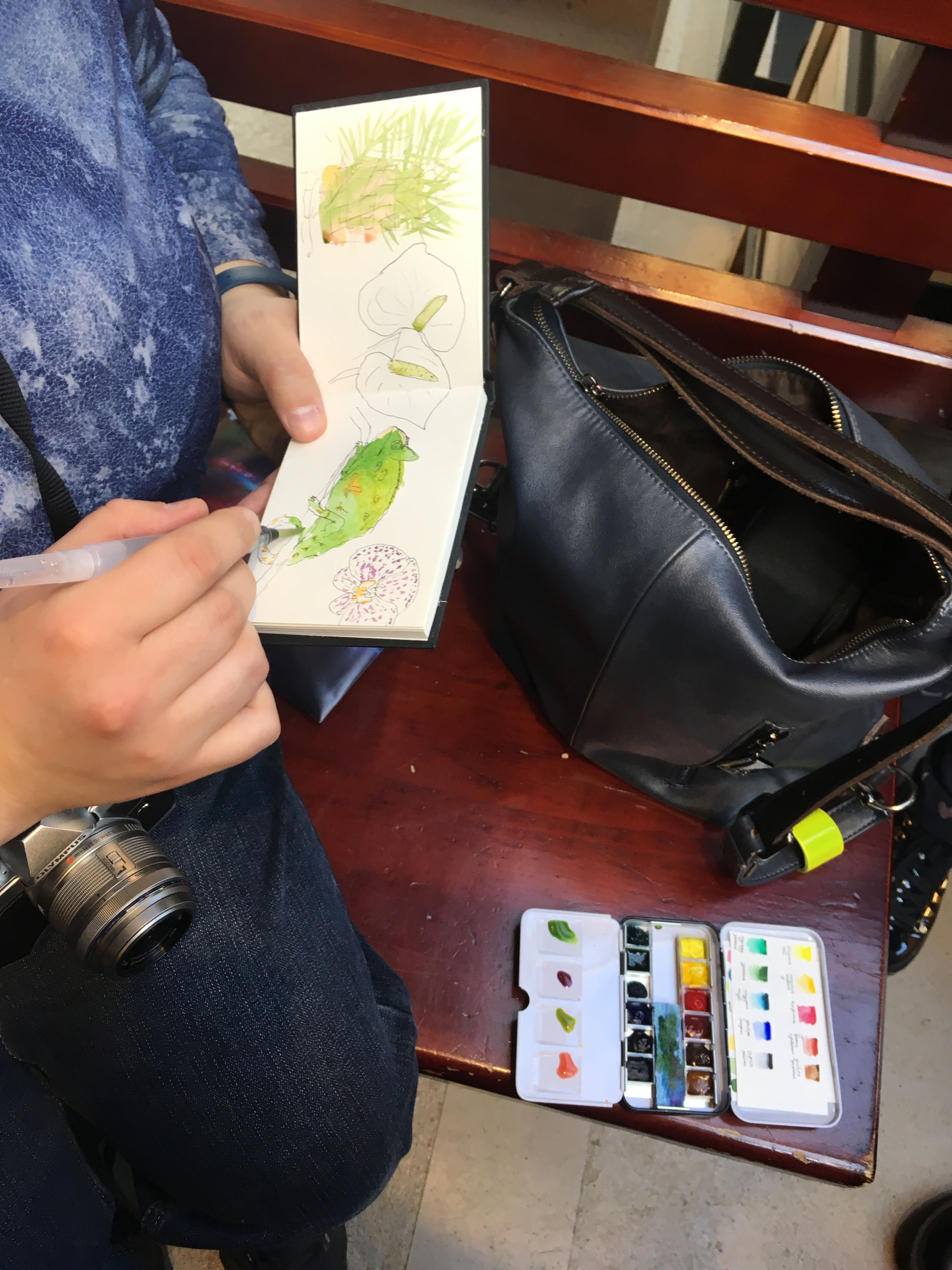
Скетчинг в Аптекарском огороде

«Аптекарский огород» — площадка для многочисленных выставок, фестивалей, концертов, спектаклей и других культурных событий, напрямую не связанных с ботаникой:
- Выставки искусства икебана (весной и осенью) — совместно с московским отделением Ikebana International и при поддержке посольства Японии в России[39].
- Пленэрные занятия художников.
- Выставки под открытым небом работ — архитектурных инсталляций и малых архитектурных форм «Наследники Шухова» (совместно с МАРХИ).
- Выставки в фойе оранжерейного комплекса.
- Концерты на территории сада не проводятся в соответствии с решением Ученого совета биологического факультета.

## Посещаемость
После упадка конца XX века сад переживает расцвет: пополняются коллекции, создаются новые экспозиции, строятся новые оранжереи.

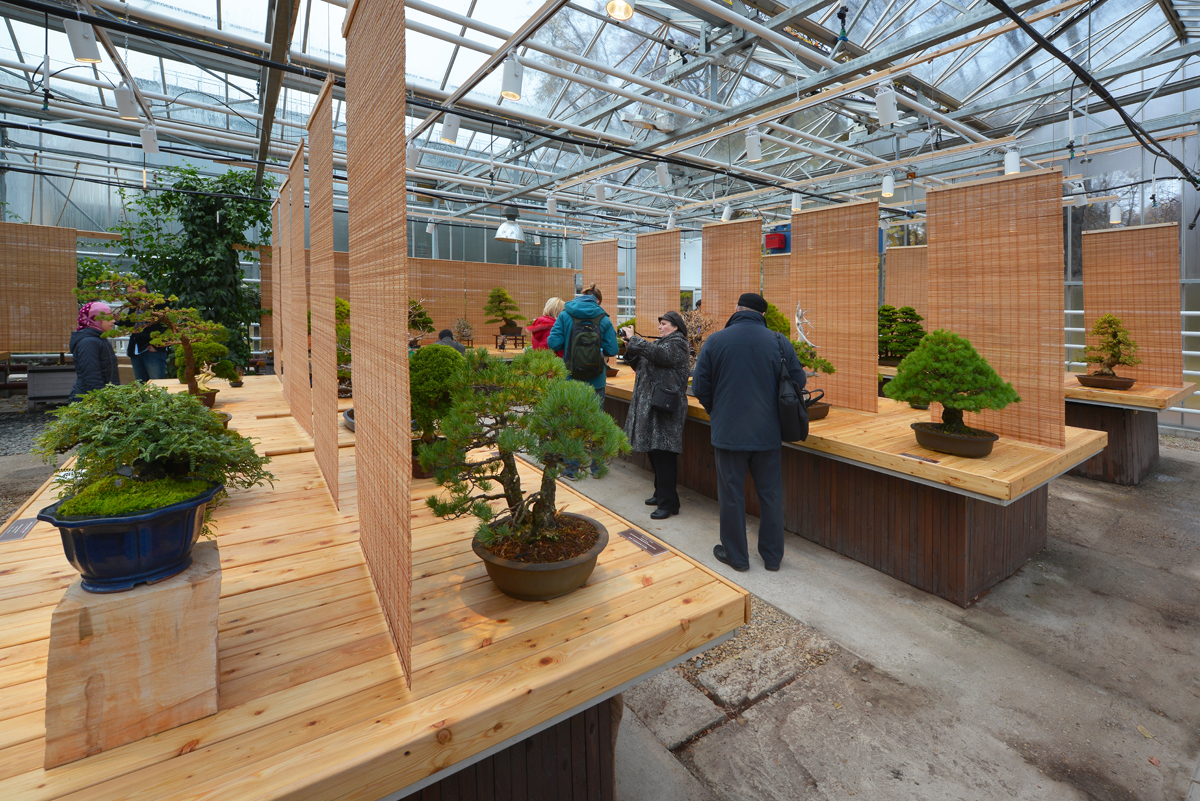
Выставка бонсай «Мир в глиняной плошке»

Число его посетителей растёт: во время фестивалей и крупных выставок туда приходят более 7 тысяч человек в сутки.
«Аптекарский огород» посещает более 300 тысяч человек в год. В последние годы растёт число посетителей сада. 10 мая 2015 года был побит абсолютный исторический рекорд — сад посетили более 7 тысяч человек.
Инстаграм «Аптекарского огорода» является самым популярным в мире среди ботанических садов и парков и самым популярным в России среди всех достопримечательностей.
Во время пандемии Covid-19 «Аптекарский огород» был закрыт на 3 месяца, продажа билетов была остановлена и средства соответственно не поступали. Руководство сообщило, что по финансовой причине проведение ежегодного осеннего фестиваля цветов под вопросом.

## Рейтинги и признание

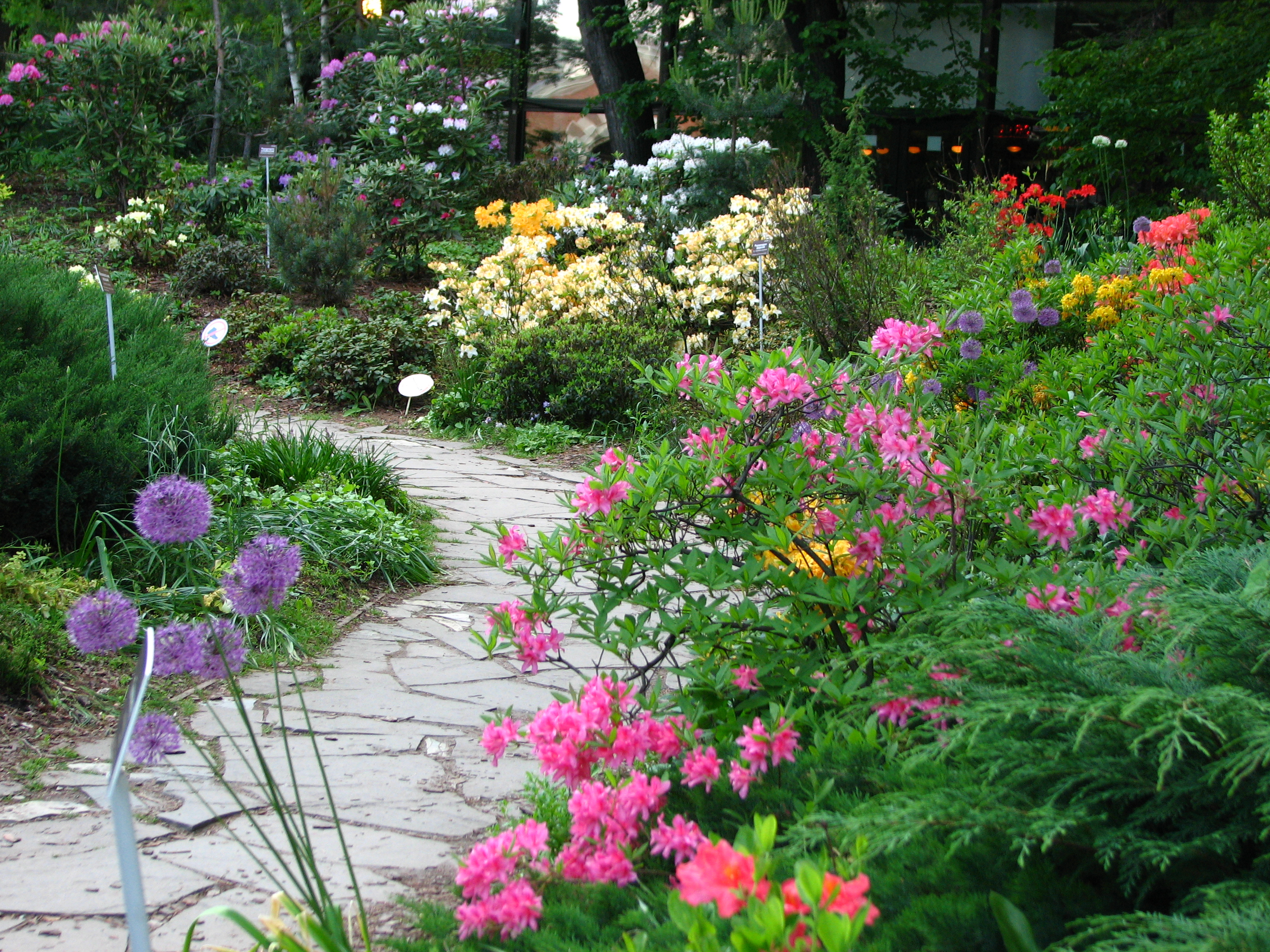

- Самый успешный объект ландшафтной архитектуры г. Москвы 2009 года (профессиональный ландшафтный сертификат от Московского объединения ландшафтных архитекторов).
- Золотой диплом (первое место) на Российской национальной премии по ландшафтной архитектуре (учреждена Союзом архитекторов России и Ассоциацией ландшафтных архитекторов России) в 2013 за экспозицию «Хвойные горки» (реализована за счёт спонсорских средств).
- Золотой диплом (первое место) на Российской национальной премии по ландшафтной архитектуре в 2014 за экспозицию «Сад лекарственных трав» (реализована за счёт спонсорских средств).
- Золотой диплом (первое место) на Российской национальной премии по ландшафтной архитектуре в 2015 за дизайн пространства выставки бонсай «Мир в глиняной плошке» — номинация «Лучший объект бредового дизайна».
- Золотой диплом (первое место) на Российской национальной премии по ландшафтной архитектуре в 2015 в номинации «Премия за проведение эффективной политики по охране, управлению и планированию ландшафтов».

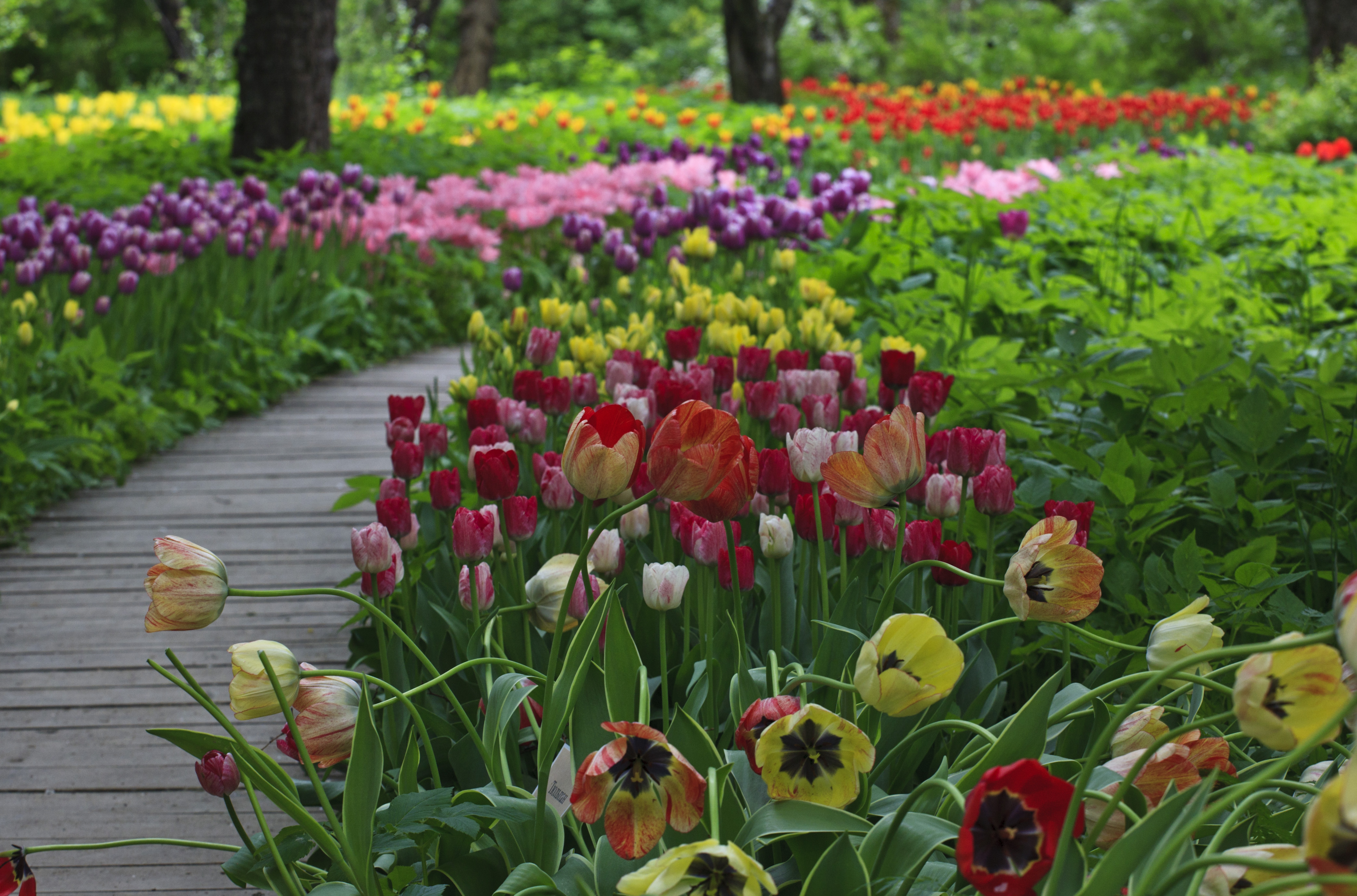

- Несколько лет подряд сад получает знак «Лучшее в Москве» от журнала «Афиша».
- По результатам 7-летнего мониторинга компании Яндекс (2007—2014) «Аптекарский огород» занял 5-е место в рейтинге самых фотографируемых мест Москвы.
- «Аптекарский огород» устойчиво входит в первую двадцатку на сайте [www.tripadvisor.ru/Attraction_Review-g298484-d2467468-Reviews-Aptekarskiy_Ogorod_Botanical_Garden-Moscow_Central_Russia.html Tripadvisor.com] в рейтинге самых популярных достопримечательностей Москвы (на 5 декабря 2015 года — на 11-м месте из 1952 московских достопримечательностей).
- «Аптекарский огород» — один из 15 российских садов, включённых во всемирную сводку «1001 сад, который нужно увидеть».
- В мае 2015 авторитетное издание о жизни в Москве «Мослента» (проект группы компаний Rambler&Co) включило Instagram сада в Топ-10 самых интересных аккаунтов Instagram о Москве.
- Лауреат ежегодной Национальной премии в области экологии ERAECO 2017 в номинации «Экомир» за проект "Создание эколого-просветительской экспозиции «Растения средней полосы Европейской части России»[44].
- "Золотой и серебряный дипломы в категории «Лучший реализованный объект средового дизайна» получили экспозиции «Растения Средней полосы европейской части России» и «Городской сад для пчел» соответственно. Бронзовый диплом завоевала первая в стране система сбора дождевой воды в номинации «Лучший объект экологического, инженерного дизайна» IX Российской национальной премии по ландшафтной архитектуре (2018)[45]